# Aue (Sachsen)
Aue ist seit Januar 2019 ein Ortsteil der Großen Kreisstadt Aue-Bad Schlema im sächsischen Erzgebirgskreis und gehört zum Städtebund Silberberg.
Der Ortsteil liegt in einem tiefen Talkessel der Zwickauer Mulde und galt bis zum Ende des 20. Jahrhunderts als bedeutende Bergbau- und Industriestadt. Im 16. und 17. Jahrhundert erlebte sie durch den Abbau und die Verarbeitung von Eisen-, Silber- und Zinnerzen sowie von Kaolinerde eine erste Blüte. Durch die Gewinnung von Nickel aus den in der Umgebung vorkommenden Erzen und die Erzeugung von Argentan sowie die Industrialisierung im 19. Jahrhundert siedelten sich bedeutende Betriebe der Metallverarbeitung, des Maschinenbaus und der Textilverarbeitung an und trugen zu einem neuen Aufschwung bei. Eine dritte Blütezeit begann nach dem Zweiten Weltkrieg, als durch die SDAG Wismut der Abbau von Uran vorangetrieben wurde. Aue ist vor allem durch den Fußballverein FC Erzgebirge Aue und den Handballverein EHV Aue überregional bekannt.

## Geografie

### Geografische Lage
Aue liegt im südwestlichen Teil des Landes Sachsen südöstlich von Zwickau am nördlichen Rand des Erzgebirges. Es kann von der Bundesautobahn A 72 über die Anschlussstellen Zwickau-Ost und Zwickau-West und dann weiter über die Bundesstraße 93 und die Anschlussstelle Hartenstein und dann weiter über die Staatsstraße 255 erreicht werden.

### Geologie

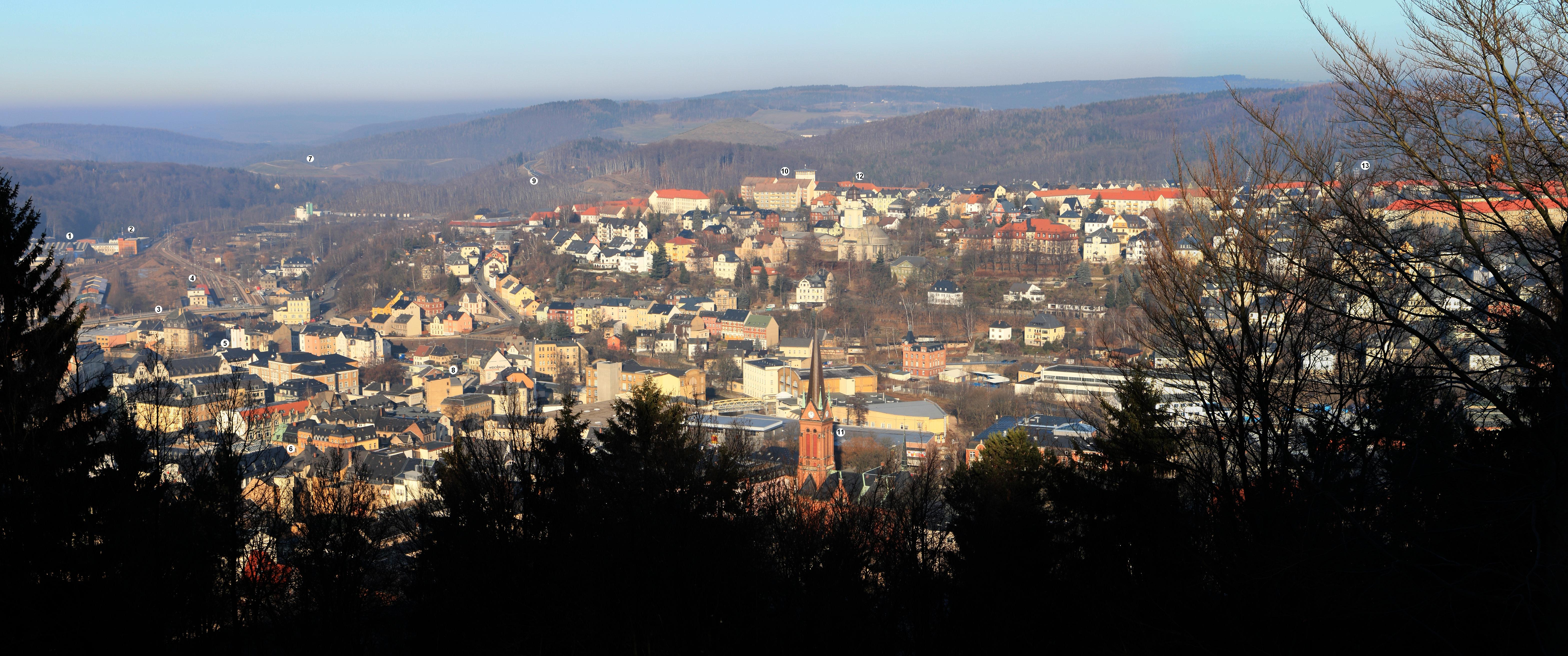
Blick über Aue

Aue befindet sich am Zusammenfluss der beiden Hauptwasseradern des Westerzgebirges, Schwarzwasser und Zwickauer Mulde, die sich tief in die nach Norden abdachende Pultscholle eingegraben und einen markanten Talkessel ausgearbeitet haben, dessen tiefster Punkt an der Mulde 330 Meter über Normalnull liegt. Während das Granitgestein durch Erosion stärker abgetragen wurde, blieben die härteren Kontaktschieferzonen als Anhöhen rings um das Tal zurück. Zu diesen zählen der Brünlasberg (514 m) mit dem Hohen Holz, der Heidelsberg (512 m), der Eichert (564 m), der Gemauerte Stein (601 m), der Hirschknochen (517 m) und der Eisenstein (516 m).
Bei Bauarbeiten wurde 1896 an einem Hang der Schneeberger Straße links der Mulde ein durch Verwitterungsschutt zugedecktes Torfmoor aufgeschlossen, das im Pleistozän entstanden und Indiz für eine noch größere frühere Ausdehnung des Talkessels ist. Der Stadtteil Zelle liegt auf einer Felsterrasse, auf der früher das Flussbett des Schwarzwassers in Richtung Lößnitzbach verlief. Der steile Hang in Richtung des Stadtteils Auerhammer ist ein früheres Prallufer der Mulde.
Der Nebenfluss Zschorlaubach arbeitete die Talweitung aus Richtung Auerhammer aus. Der Kuttenbach (auch: Rumpelsbach) schüttete den Niederpfannenstieler Schwemmfächer auf. Der Lößnitzbach bildete mit der Mulde die älteste Flussaue im Tal.
Im Stadtgebiet von Aue befinden sich außer den oben genannten Flussarmen der Mulde und die dargestellten Bäche noch folgende Gewässer:
Alberodaer Bach, Floßgraben und Carolateich.
Der Mineralienatlas listet in Aue und Umgebung 13 historische Erzabbaustellen auf. Insgesamt sind auf diesem Gebiet 59 verschiedene Mineralien nachgewiesen.

### Ausdehnung des Ortsteils

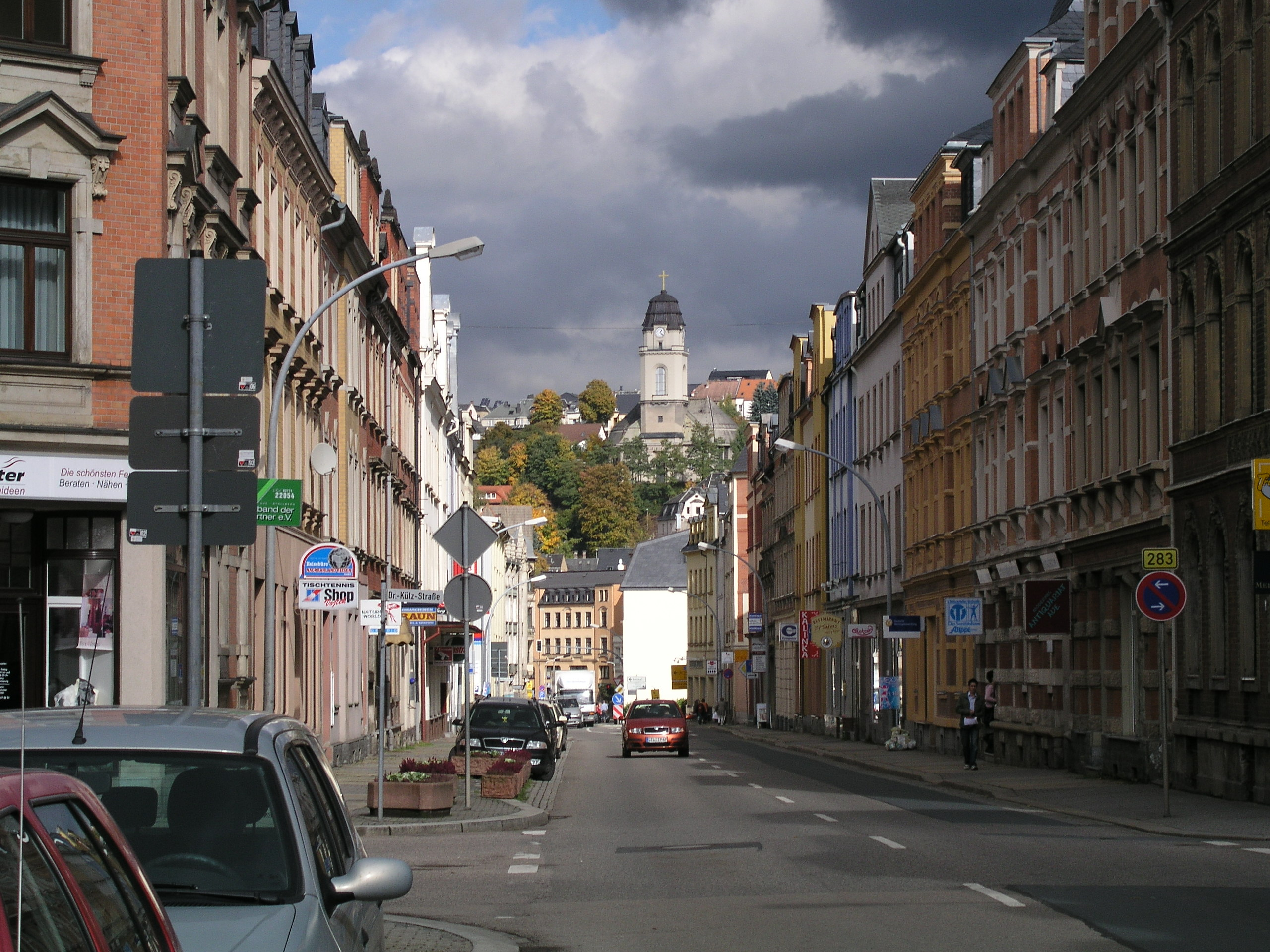
Wettinerstraße mit Blick auf die Friedenskirche

Der Ortsbereich von Aue hat eine Gesamtfläche von 20,9 Quadratkilometern und durch seine Lage in einem Talkessel und die eingemeindeten Ortsteile eine zerklüftete Struktur. Die Entfernung zwischen dem Erzgebirgsstadion im Nordosten der Stadt bis zum Steinbruch an der Bockauer Straße beträgt etwa 3,3 Kilometer. Die Strecke von Klösterlein Zelle im Nordwesten bis zum südwestlichen Ortsausgang auf der Schwarzenberger Straße ist etwa drei Kilometer lang. Die Ortsbereiche Alberoda (im Norden) und Neudörfel (im Westen) befinden sich etwas außerhalb des Stadtgebiets. Die größte Ausdehnung des gesamten Stadtgebiets beträgt in Nord-Süd-Richtung etwa 9 und in Richtung West-Ost etwa 6 Kilometer.
Ab dem 1. Januar 2019 vergrößerte sich das Stadtgebiet um die frühere selbstständige Ortschaft Bad Schlema. Zur Begründung heißt es: „Damit legen wir den Grundstein für eine starke Stadt hier im Westerzgebirge und reagieren damit auf den Einwohnerrückgang und der damit verbundenen rückläufigen Finanzausstattung der Kommunen.“

### Nachbargemeinden
Aue-Bad Schlema bildet mit den angrenzenden Städten Lauter-Bernsbach, Lößnitz und Schneeberg sowie Schwarzenberg einen mittelzentralen Städteverbund.
An den Ortsteil grenzen im Norden Hartenstein (Landkreis Zwickau) und Lößnitz, im Osten Lauter-Bernsbach, im Süden Bockau, im Westen Schneeberg und im Südwesten Zschorlau.

### Gliederung
Aue ist seit 2019 neben Bad Schlema, Wildbach und Alberoda einer der vier offiziellen Ortsteile von Aue-Bad Schlema. Neben dem historischen Siedlungskern von Aue bestehen die Siedlungsgebiete Klösterlein und Zelle bzw. Zeller Berg im Norden und Nordosten, Niederpfannenstiel im Osten, Eichert im Südosten, Auerhammer und Neudörfel im Süden und Brünlasberg im Südwesten.

## Klima

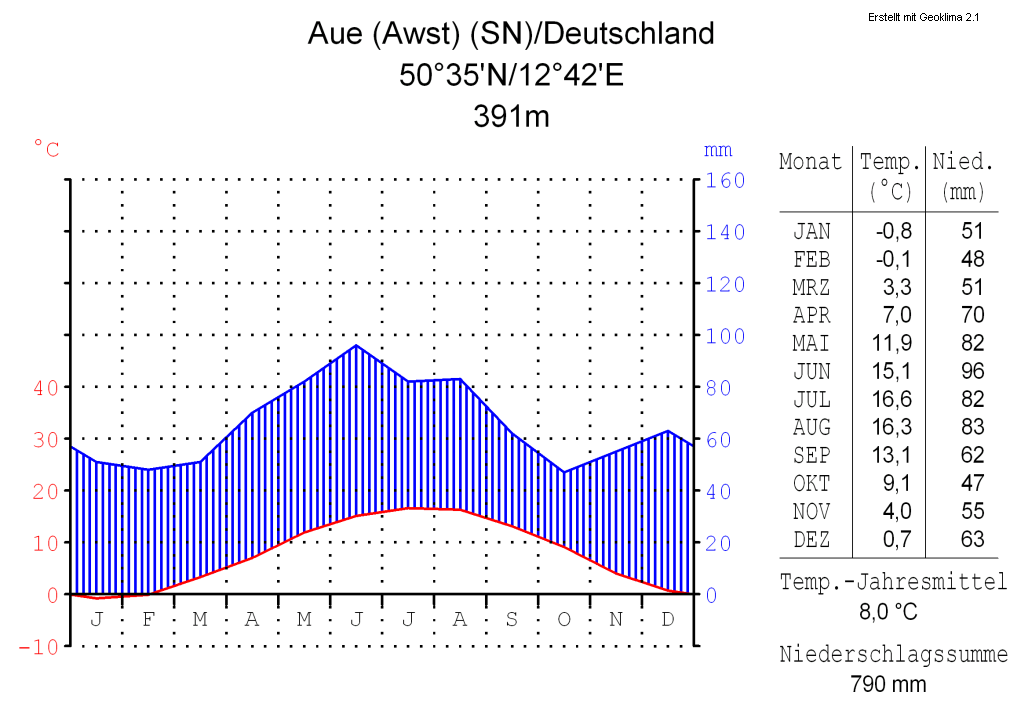
Klimadiagramm von Aue

Die durchschnittliche Lufttemperatur beträgt 8,0 °C, der jährliche Niederschlag ist mit 790 Millimeter etwa auf dem deutschen Durchschnittsniveau und etwas geringer als in den Orten, die flussaufwärts des Schwarzwassers liegen. Durch die relativ hohe Anzahl von Tagen mit Niederschlägen und die niedrigen Durchschnittstemperaturen entsteht vor allem in den Übergangsjahreszeiten eine raue Witterung.
Die Waldgebiete Hirnschädel, Hirschknochen, Eisenstein, Eichert, Heidelsberg und Hohes Holz sorgen im Mikroklima des Auer Talkessels für die Produktion von Frischluft und den Abfluss von Kaltluft.

## Flora
Auf den Anhöhen um den Auer Talkessel siedelten sich zunächst Pioniergehölze wie Fichten, Buchen, Tannen und Kiefern an. Heute sind die Berge mit Mischwald bewachsen. Am Ufer der Mulde wachsen Rot-Erlen, Bruch- und Sal-Weiden, verschiedene Arten von Farnkräutern und Rohrglanzgras. Entlang des Schwarzwassertals hat sich die aus Spanien um 1850 eingeschleppte Staubige Wucherblume ausgebreitet, die volkstümlich als Schwarzenberger Edelweiß bezeichnet wird. In Flussnähe treten Hochstauden, Schwarze Teufelskralle, Rote Nachtnelke und Knotige Braunwurz auf. An den Gleithängen der Flusskrümmungen wachsen im Frühling Gebirgs-Hellerkraut, Maiglöckchen und Quell-Schaumkresse. Im Sommer herrschen Arten mit kräftigem Wuchs vor, darunter Wald-Engelwurz, Behaarter Kälberkropf, Alantdistel und Wald-Storchschnabel. Gelegentlich finden sich Meisterwurz und Zittergras-Segge sowie einfache einheimische Orchideen wie das Knabenkraut, das Große Zweiblatt oder der Breitblättrige Sitter. Auf den Felsoberflächen breiten sich Flechten und Moose aus, von denen die Rentierflechte, Bartflechten und Islandmoos häufig anzutreffen sind. Die Stadtverwaltung erließ 2003 für ihr Territorium eine Baumschutzsatzung, mit der vor allem die Gliederung des Orts- und Landschaftsbildes, eine „innerörtliche Durchgrünung“, die Erhaltung der Leistungsfähigkeit des Naturhaushaltes und eine Minimierung schädlicher Einwirkungen durch Luftverschmutzung und Lärm erreicht werden soll.
Am 24. April 2007 wurden anlässlich des Tages des Baumes im Trinkwasserschutzgebiet Zschorlauer Wiesen mehr als 1800 von der Hamburger Fielmann AG gestiftete Weißtannen gepflanzt.

## Geschichte

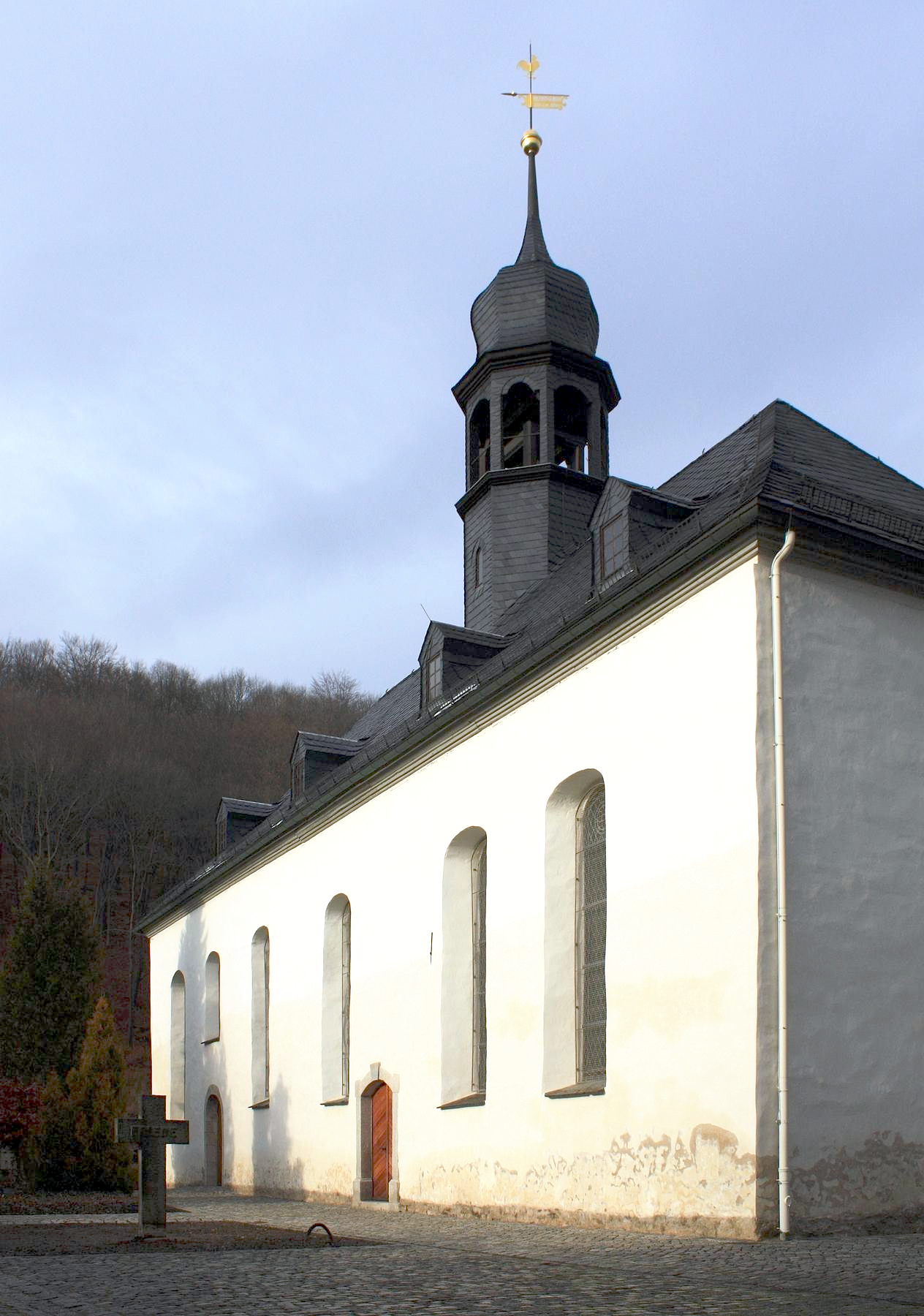
Klösterlein Zelle: Ausgangspunkt für die Besiedlung der Stadt

### Erste Besiedlung
Eine 1919 im Auer Tal beim Straßenbau gefundene Steinaxt dient neben den Funden einer Spitzhaue und von Keramikscherben als Beleg dafür, dass in der Jungsteinzeit Menschen das Gebiet auf ihren Wegen ins Böhmische Becken durchstreiften. Eine feste Besiedlung zu diesem Zeitpunkt gilt als ausgeschlossen.
In einer Urkunde des Kaisers Friedrich I. vom 7. Mai 1173 wird die Gründung einer Augustiner-Chorherren-Propstei an der Mulde bestätigt, die als Ursprung der späteren Stadt gilt. Das Gründungsdatum dieser Celle wird als Entstehungszeit der späteren Stadt betrachtet und gilt als Bezugspunkt für Jubiläen.
Der Name Aue leitet sich von der Bezeichnung für die Feuchtwiese am Zusammenfluss von Schwarzwasser und Zwickauer Mulde ab, auf der neben dem Klösterlein Zelle Siedler aus der Herrschaft Schwarzenberg als Bauern sesshaft geworden waren. Dass Bertoldus prepositus de Owa, der 1219 in einer Urkunde als Zeuge im Zusammenhang mit einer Klosterstiftung genannt wird, tatsächlich Propst des Zeller Klosters war und das dortige Aue gemeint ist, ist zweifelhaft. Auch bei der auf 1286 datierten Erwähnung von Awe im Fragment der Naumburger Bistumsmatrikel handelt es sich nicht um die urkundliche Ersterwähnung, da dieses Dokumentenbruchstück aus der Zeit um 1470 stammt. Vermutlich wurde Aue daher erst 1460/62 im Terminierbuch der Zwickauer Franziskaner zum ersten Mal urkundlich erwähnt.
Aue entwickelte sich nach seiner Entstehung im Spätmittelalter langsam als kleines Bauerndorf und blieb zunächst ohne größere wirtschaftliche Bedeutung.

### 17. Jahrhundert bis Ende des 18. Jahrhunderts

#### Verleihung der Marktrechte
Mit der Entdeckung abbauwürdiger Eisenerzgänge an den Hängen des Brünlasberges und im Lumbachtal und dem Abbau von Zinn-, Silber- und Kobalterzen ab dem 15. Jahrhundert wandelte sich Aue zu einem Bergarbeiterort. Kurfürst Johann Georg I. vergab 1627 das Marktrecht für einen Jahrmarkt zu Bartholomäus (24. August) am heutigen Altmarkt, 1632 für einen zweiten, den Katharinenmarkt (25. November) am heutigen Neumarkt. Mit der Vergabe der Marktrechte wurde Aue zur Stadt und seit 1635 in Urkunden und im Wappen als solche bezeichnet. Die Einwohner arbeiteten zumeist als Bauern, Bergarbeiter und Fuhrleute.

#### Dreißigjähriger Krieg und Katastrophen

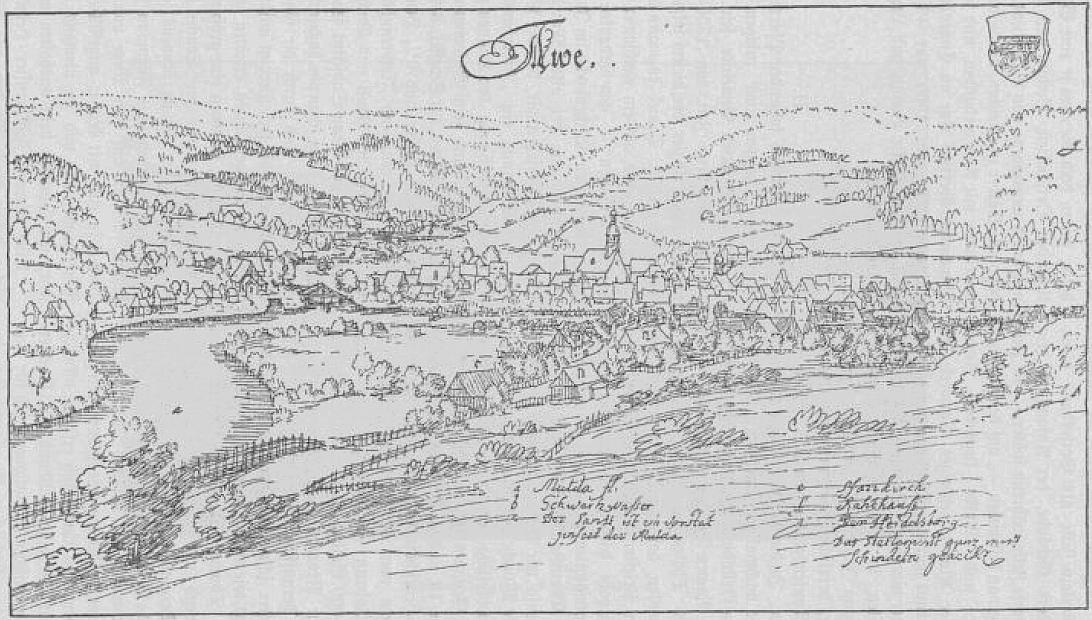
Auer Talkessel um 1628 nach einer Zeichnung von Wilhelm Dilich: Im Vordergrund links die Mulde, in der Bildmitte die Pfarrkirche

Während des Dreißigjährigen Krieges brannten Söldner des Generals Holk aus dem Wallenstein-Heer 1633 das Auer Rathaus mit allen Archivalien nieder. Die Zerstörung des Auer Hammers konnten die dortigen Schmiede verhindern. Nachdem Aue ein weiteres Mal von den kaiserlichen Truppen heimgesucht worden war, war alles „…bis auf drei kleine Häuserlein“ vernichtet. Obwohl bereits 1635 ein Friedensvertrag existierte, zogen danach noch schwedische Soldaten durch das Gebirge und plünderten Aue 1637 und 1639. Veit Hans Schnorr, Gründer des Blaufarbenwerkes Niederpfannenstiel und Besitzer des Auer Hammers, wurde 1648 von herumstreifenden russischen Soldaten gefangen genommen und als Bergbaukundiger in den Ural verschleppt.
Der Ortsbereich war bis ins 17. Jahrhundert mehrfach von im Erzgebirge grassierenden Pestwellen betroffen, unter anderem 1599, 1607, 1624–1627 und 1633. 1633 starben in Aue 62 Personen an der Seuche. 1624 und 1627 forderten die ansteckenden Krankheiten Ruhr und Blattern Opfer.
Erst gegen Ende des 17. Jahrhunderts hatte sich Aue von den Folgen der Kämpfe, Ausplünderungen und Epidemien erholt. Die zerstörten Häuser waren durch neue Gebäude ersetzt worden.

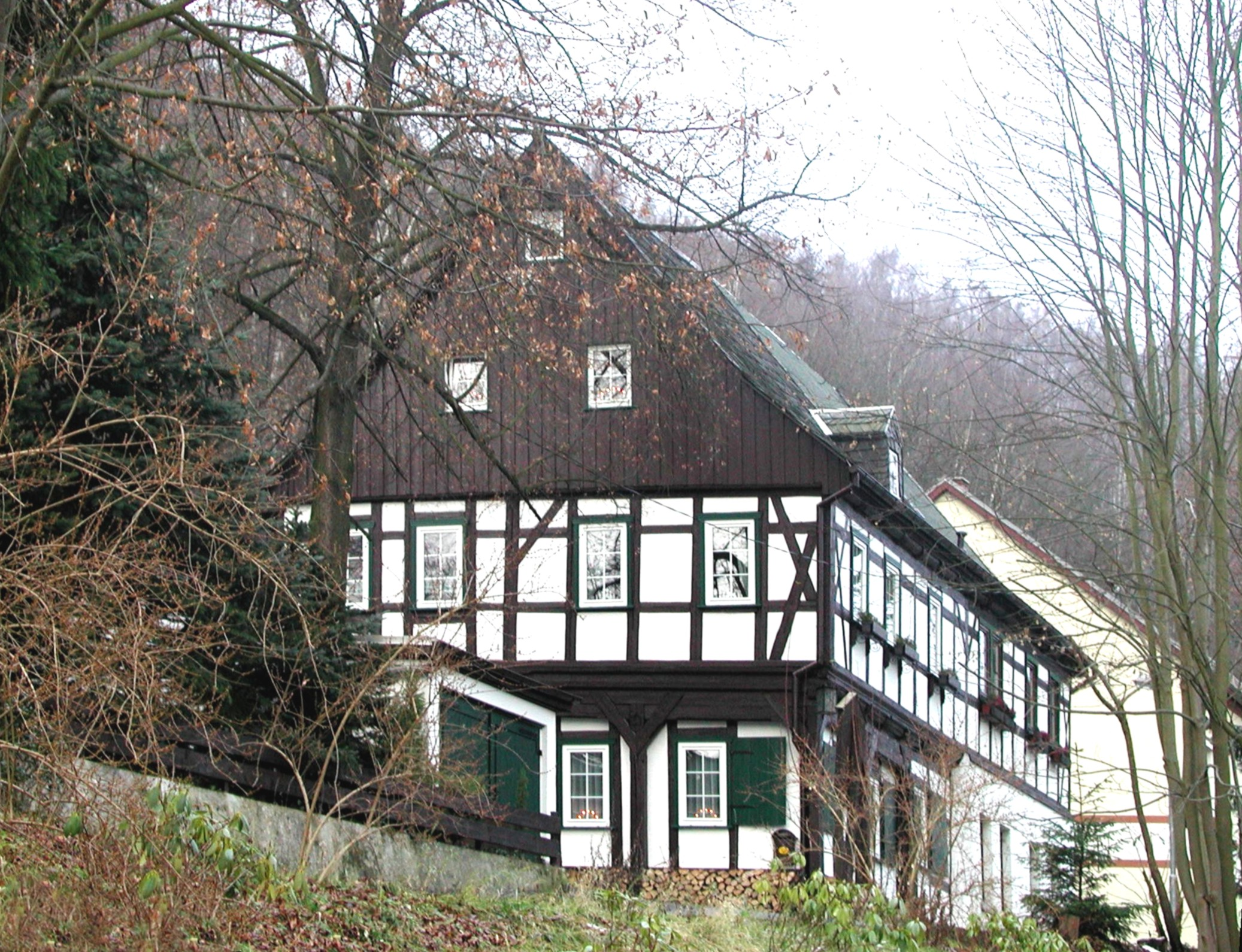
Umgebindehaus an der Knappensiedlung Bergfreiheit aus dem 17. Jahrhundert

#### Eisen- und Zinnbergbau im 17. und 18. Jahrhundert
Kriege und Naturkatastrophen führten in Aue zu Zerstörungen, wirtschaftlichen Rückschlägen und einer schwankenden Einwohnerzahl, die nicht über 800 Personen hinauswuchs. Nachdem 1661 erstmals Zinnerze in Aue gefunden worden waren, wandelte sich der Charakter der Stadt deutlich. Neben den vorhandenen Eisenerzbergwerken entstanden Zinnerzgruben, neue Pochwerke, Hammerwerke und Mühlen, die die Erze aufschlossen. Die Metalle und Nebenprodukte der Bergwerke wurden teilweise direkt verkauft, teilweise gleich an Ort und Stelle weiterverarbeitet. In Aue und Umgebung waren bald etwa 250 Erzabbaustellen in Betrieb. Viele Bauern arbeiteten nun als Köhler, Bergmänner und Hüttenwerker. Aus anderen deutschen Ländern und benachbarten Staaten kamen Lohnarbeiter in die Stadt, die sich am Heidelsberg eine eigene Siedlung errichteten.

#### Entstehung erster Industriebetriebe
Beim Abbau eisen- und zinnführender Gesteine wurden auch Erze mit Kobalt-, Nickel- und Wismutgehalt gefördert sowie die „weiße Erde“, später Kaolin genannt. Die Verarbeitung dieser Materialien führte zu neuartigen Produkten und zur Ansiedlung neuer Betriebe vor allem entlang der Fließgewässer. Die Blaufarbenwerke in Pfannenstiel und Oberschlema entstanden, die Kobalt und Wismut erschlossen. Eine neue Legierung aus Kupfer, Zink und Nickel führte zu Argentan (Neusilber), aus dem nichtrostende und preiswerte Bestecke hergestellt werden konnten. Drei Besteckfabriken wurden in Aue gegründet. Außerdem begann die Verarbeitung von Wolle und Baumwolle in Tuchmanufakturen, Bleichanstalten und Webereien. Die Auer Weißerdenzeche St. Andreas erlangte 1711 eine Monopolstellung in Sachsen, da sie per kurfürstlichem Privileg zum alleinigen Lieferanten von Kaolin für die Porzellanmanufaktur in Meißen wurde.
Der Handel mit den vielen neuen Produkten führte zu europaweiten Beziehungen der Auer Fabrikherren und einem ersten wirtschaftlichen Aufstieg. Die Einwohnerzahlen in der Stadt und den umliegenden Dörfern stiegen. 1839 lebten in Aue 1006 Menschen, die zumeist in den neuen Werken, in der Landwirtschaft und als Fuhrleute arbeiteten.

### 19. Jahrhundert bis Ende des Zweiten Weltkriegs

#### Weiteres Industriewachstum
In Aue wurden die Wasser von Zwickauer Mulde, Schwarzwasser und Zschorlaubach vielfach und mehrfach abgeleitet und ermöglichten die Nutzung dieser Energie für die im Umland ansässige zuerst nur handwerkliche Blechverarbeitung und die Gründung zahlreicher neuer Industriebetriebe in den Bereichen Eisenverarbeitung, Maschinenbau (Textil- und Blechbearbeitungsmaschinen) und Textilindustrie. Die sich rasch verbreitenden leistungsstärkeren Antriebstechnologien Dampfmaschine und Elektromotor führten zur Modernisierung der Produktionsstätten in der Stadt. Mit dem Bau von Eisenbahnlinien nach Zwickau und Chemnitz und den 1879 beginnenden Eingemeindungen umliegender Ortschaften wurde Aue eine der bedeutenden Industriestädte in Sachsen. Die Einwohnerzahlen hatten sich zwischen 1839 und 1895 verachtfacht.

#### Auswirkungen des Ersten Weltkrieges
Während des Ersten Weltkrieges wurden zunächst Frauen, später Zwangsarbeiter in den Fabriken der Stadt beschäftigt. Nur bestimmte kriegswichtige Erzeugnisse wie Nickel und Eisenbleche wurden in größeren Mengen produziert. Auch infolge der Bereitstellung von Kriegsanleihen und der Inflation verlangsamten sich der industrielle Aufschwung und der dringend nötige Wohnungsbau in Aue.

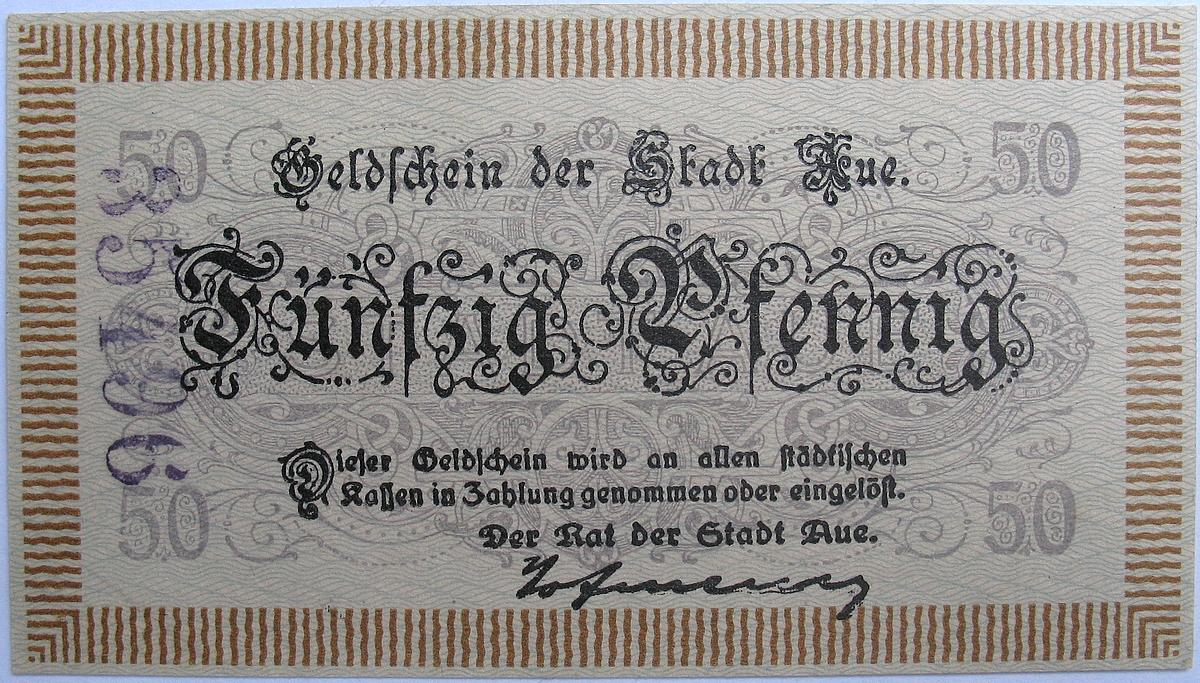
Notgeld der Stadt Aue, 1918 ausgegeben

#### Von der Weimarer Republik bis 1945
Zwischen den beiden Weltkriegen bestimmten die politischen und finanziellen Entwicklungen Deutschlands das Leben in Aue. Nach der Hyperinflation arbeiteten die meisten Betriebe wieder auf Hochtouren. Die Einwohner wandten sich in der freien Zeit kulturellen Vergnügungen zu, es entstanden Theater, Kinos, Kaffeehäuser, weitere Parkanlagen und Vereine.
In der Zeit des Nationalsozialismus wurden jüdische Handelshausbesitzer wie die Familie Schocken enteignet und es kam zur Umstellung metallverarbeitender Betriebe auf Kriegsproduktion. Weitere jüdische Mitbewohner wurden verfolgt und mussten emigrieren oder kamen in Lager. Erst im Jahre 2012 erfolgten erste öffentliche Aktionen zur Erinnerung an dieses dunkle deutsche Kapitel. In der Schwarzenberger Straße, vor dem Haus Nummer 1, verlegte Gunter Demnig fünf Stolpersteine für die Familie Thorn (David Thorn, Rosette Thorn, Max Schüftan, Betty Schüftan (geb. Thorn), Herta Kreinberg (geb. Thorn)).
Am 4. Mai 2016 wurde mit einer zweiten Stolperstein-Aktion an das Schicksal der Familie Kaiser erinnert, die zuletzt in der Lessingstraße 1 gewohnt hatte (Lina Kaiser, Gerda Kaiser, Bernd Ludwig Kaiser).
In den frühen 1940er Jahren kam es zum Zuzug von Flüchtlingen aus den umkämpften ehemaligen Gebieten im Osten.
Von November 1944 bis Ende April 1945 während des Zweiten Weltkrieges existierte im Ort ein Außenlager des KZ Flossenbürg, dessen 20 Häftlinge Zwangsarbeit für die SS leisten mussten. Die Häftlinge mussten ein stillgelegtes HJ-Heim zur SS-Führerschule ausbauen.
Am Ende des Krieges erreichte die amerikanische Armee Aue, ohne es zu besetzen. In Umsetzung der Beschlüsse von Jalta zog nach vier Wochen die sowjetische Armee als Besatzungsmacht in Aue ein. Das Eibenstocker Tageblatt berichtet am 14. Juni 1945, „die tägliche Ausgehzeit wurde nach dem Einrücken russischen Besatzung vom Stadtkommandanten auf die Zeit von 6–22 Uhr festgesetzt“.

### 1945 bis zum Ende der DDR

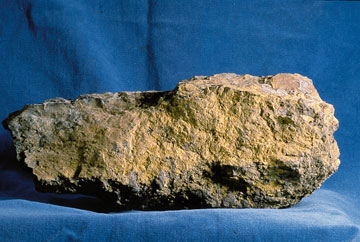
Uranerz

Sechs große Auer Fabriken, die in der NS-Zeit kriegswichtige Güter produziert hatten, wurden nach Kriegsende demontiert und ihre Besitzer enteignet. Ein wirtschaftlicher Neuanfang wurde erschwert. Durch die Uranerzgewinnung für die sowjetische Siegermacht ab 1946 lebte der Bergbau in Aue neu auf. Neu angeworbene Arbeiter bauten unter Anleitung von Spezialisten großflächig uranhaltiges Erz ab; Aue wurde zur Verwaltungszentrale der späteren SDAG Wismut. Die Bevölkerungszahl vervielfachte sich. Neue Wohnviertel entstanden in den ehemaligen Randsiedlungen, die städtische Infrastruktur wurde deutlich verbessert. Mit rund 40.000 Einwohnern und dem Status einer Kreisstadt erreichte die Entwicklung von Aue zwischen 1950 und 1970 ihren Höhepunkt. Durch den Rückgang des Uranabbaus wegen abnehmender Ausbeute, wegen der Erschließung ausländischer Vorkommen und der Automatisierung in den Fabriken gingen Arbeitsplatz- und Einwohnerzahl stark zurück. Gegen Ende der 1980er Jahre lebten noch etwa 20.000 Menschen in der Stadt. Das Stadtbild wurde zunehmend von maroden Fabrikgebäuden, Bergbauhalden und trostlosen Wohngebieten bestimmt.
Wie in vielen anderen Städten in der DDR kam es 1989 und 1990 in Aue zu Demonstrationen für gesellschaftliche Veränderungen und die Erneuerung des Staates.

### Aue im vereinigten Deutschland

#### Verwaltungsänderungen und neue Strukturen

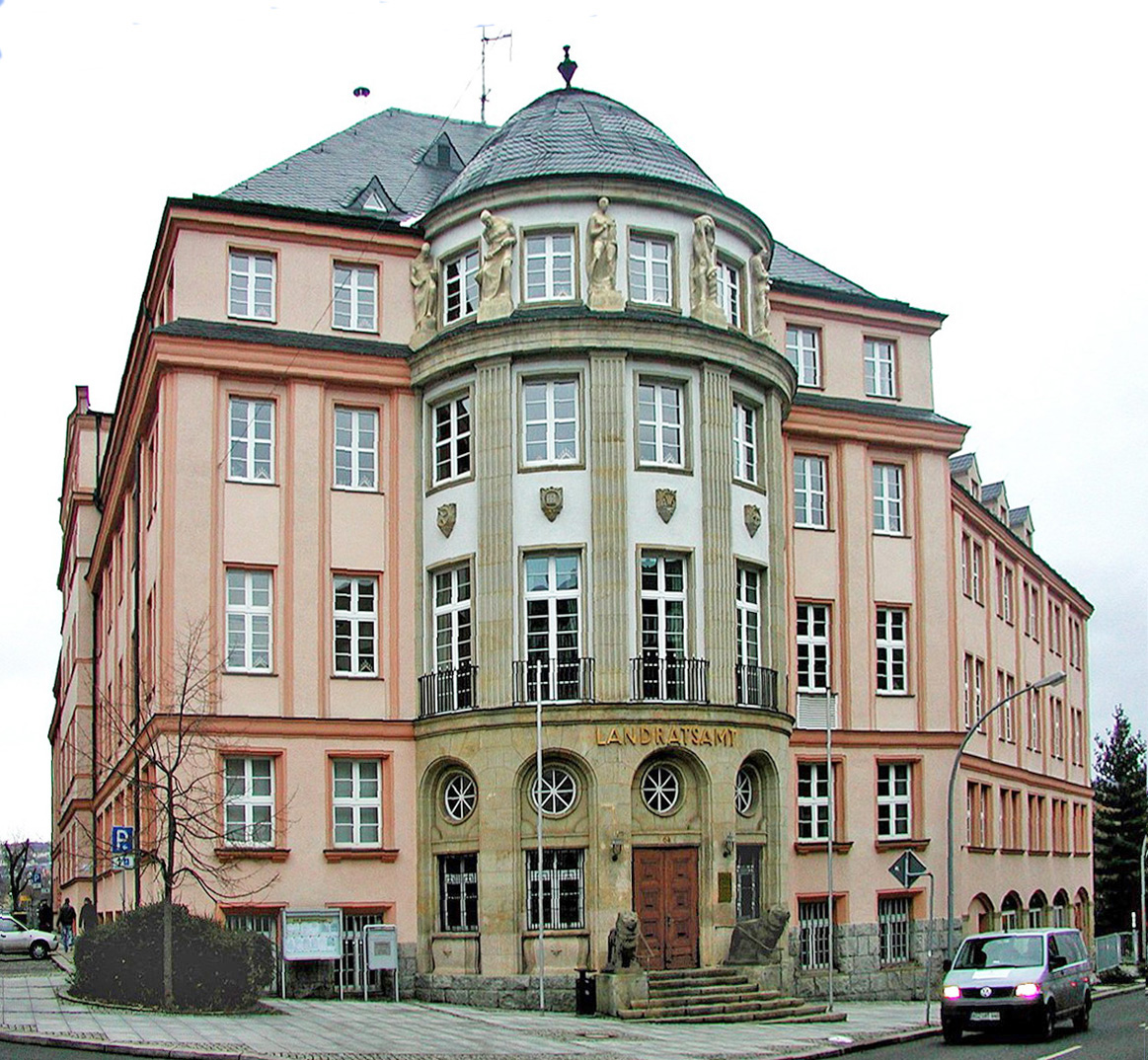
Außenstelle des neuen Landratsamts

Aue war zunächst Verwaltungssitz des Kreises Aue und ab 1994 Sitz des neuen Westerzgebirgskreises (1995 in Landkreis Aue-Schwarzenberg umbenannt). Bei der sächsischen Verwaltungsreform im Jahr 2008 verlor es den Kreissitz. Als Ausgleich wurde der Stadt der Status Große Kreisstadt verliehen.
Seit 1996 existiert der Städtebund Silberberg, dem neben Aue auch Schneeberg, Schwarzenberg, Bad Schlema, Lauter und Lößnitz angehören. Das langfristige Ziel ist ein Zusammenschluss zu einer Stadt Silberberg.

#### Zusammenschluss mit Bad Schlema zur Großen Kreisstadt Aue-Bad Schlema
Seit 1. Januar 2019 bilden Aue und Bad Schlema die Große Kreisstadt Aue-Bad Schlema. Das ist ein erster bedeutender Schritt zur Fusion in der Region. Im Oktober 2018 hatte das Sächsische Innenministerium die Genehmigung zum Zusammenschluss erteilt, deren Urkunde am 22. Oktober in einer kleinen Feierstunde im Auer Rathaus den beiden Stadtverwaltungen übergeben wurde.

### Einwohnerentwicklung
Die Einwohnerzahlen sind seit der Wiedervereinigung durch Abwanderung junger Familien und die im Vergleich zu den Geburten höhere Zahl der Sterbefälle rückläufig. Im Jahr 1998 sank die Zahl unter 20.000 und liegt heute bei etwa 16.000.
| Jahr | Einwohner                                                   |
| ---- | ----------------------------------------------------------- |
| 1551 | etwa 300–350 (26 Besessene Mann, 19 Häusler, 27 Inwohner)   |
| 1560 | 0350                                                        |
| 1748 | etwa 500 (96 besessene Mann)                                |
| 1790 | 0790                                                        |
| 1839 | 1.006 und 263 (Auerhammer, Neudörfel, Niederpfannenstiel)   |
| 1855 | 1.529                                                       |
| 1871 | 2.237 und 520 (Auerhammer, Neudörfel, Niederpfannenstiel)   |
| 1875 | 2.677                                                       |
| 1880 | 3.523                                                       |
| 1890 | 6.004 und 1.180 (Auerhammer, Neudörfel, Niederpfannenstiel) |
| 1895 | 8.400                                                       |

| Jahr  | Einwohner                                                        |
| ----- | ---------------------------------------------------------------- |
| 1900  | 15.200                                                           |
| 1910  | 19.363 und 1.696 (Auerhammer, Neudörfel)                         |
| 1925  | 21.296 und 1.764 (Auerhammer)                                    |
| 19331 | 25.836                                                           |
| 1939  | 25.445 und ein Gebietsteil der Gemeinde Bernsbach (1. Okt. 1939) |
| 1946  | 25.567                                                           |
| 1950  | 40.747                                                           |
| 1958  | 31.840                                                           |
| 1964  | 31.720                                                           |
| 1970  | 30.960                                                           |
| 1971  | 32.000                                                           |
| 1981  | 28.914                                                           |
| 1988  | 26.660                                                           |
| 1990  | 25.765                                                           |

| Jahr        | Einwohner |
| ----------- | --------- |
| 2000        | 19.422    |
| 2001        | 19.124    |
| 2002        | 18.961    |
| 2003        | 18.759    |
| 2004        | 18.611    |
| 2005        | 18.327    |
| 2006        | 18.029    |
| 2007 (Juni) | 18.000    |
| 2009        | 17.533    |
| 2010        | 17.447    |
| 2011        | 17.326    |
| 2012        | 16.879    |
| 2013        | 16.614    |
| 2014        | 16.617    |
| 2016        | 16.235    |
| 2017        | 16.012    |

1 Eingemeindungen abgeschlossen
 Datenquellen: 1950: Literatur Aue – 40 Jahre DDR-Alltag, S. 9; bis 1990: Digitales Historisches Ortsverzeichnis von Sachsen und Literatur Aue, Mosaiksteine der Geschichte…; ab 1998: Statistisches Landesamt des Freistaates Sachsen; 1
Mit dem Zusammenschluss zwischen Aue und Bad Schlema ab 1. Januar 2019 ist die neue große Kreisstadt mit fast 21.000 Einwohnern die bevölkerungsreichste Stadt im Erzgebirgskreis. Die Standorte der Verwaltungen verbleiben wie bisher in Aue, Goethestraße 5 und in Bad Schlema, Joliot-Curie-Straße 13. In beiden Einrichtungen werden anfänglich alle Aufgaben des Einwohnermeldewesens weiterhin wahrgenommen. An den Postleitzahlen oder Kfz-Kennzeichen ändert sich vorerst ebenfalls nichts. Die 16 doppelt vorhandenen Straßennamen werden schrittweise und unter Einbeziehung von Bürgermeinungen geändert.

## Religionen

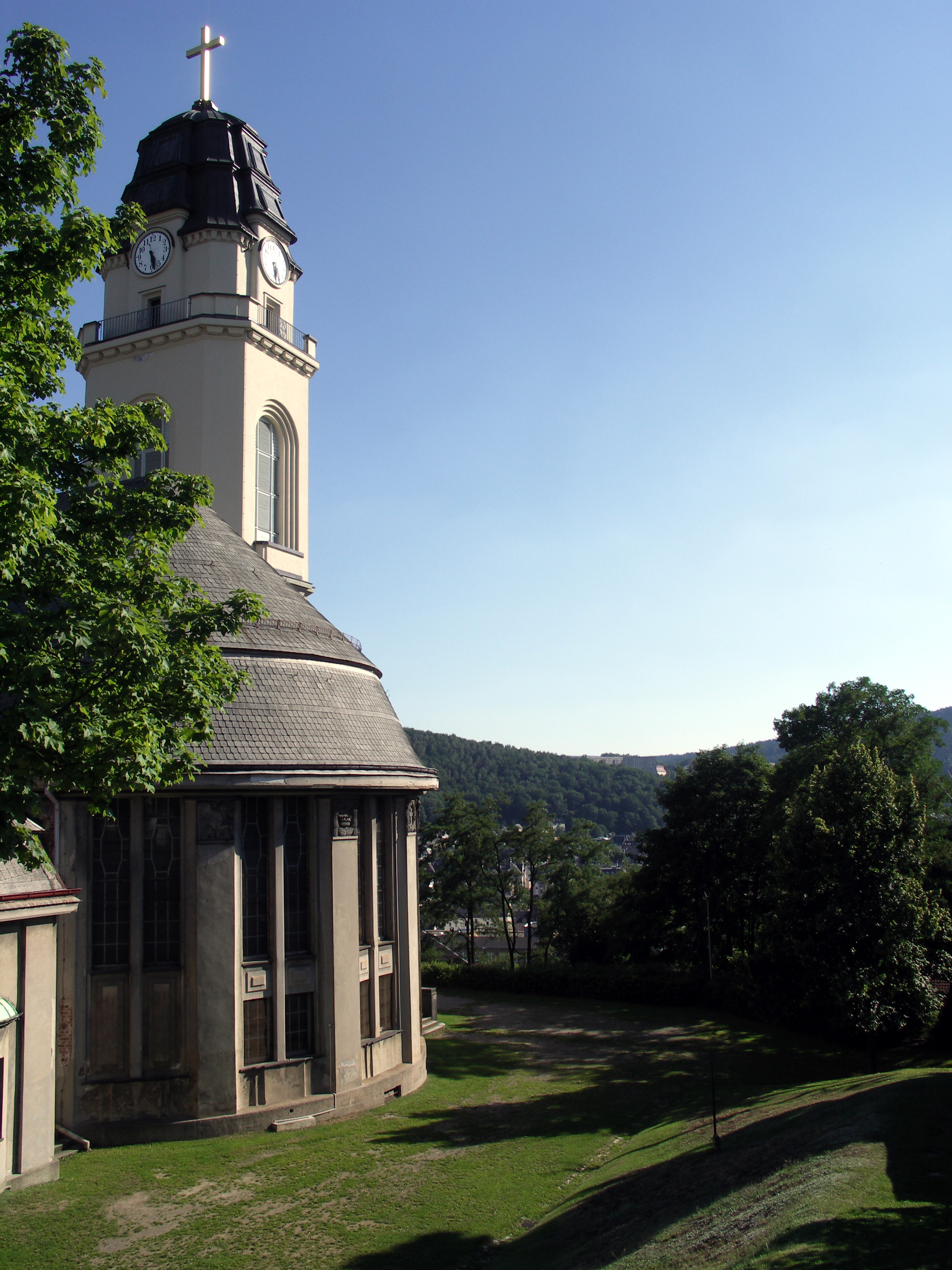
Friedenskirche am Zeller Berg

Das religiöse Leben in vorreformatorischer Zeit bestimmten die Mönche des Augustiner-Chorherren-Stiftes Zelle. Sie besorgten die Gottesdienste und versorgten Kranke im Auer Kirchspiel, das vermutlich im 13. Jahrhundert entstand und die Nachbardörfer Bockau (bis 1546) und Zschorlau (bis 1737) mit einbezog. Im Zuge der Reformation im ernestinischen Sachsen wurde 1529 ein erster lutherischer Geistlicher eingesetzt. Seither ist die evangelische Glaubensrichtung unter den Gläubigen der Stadt am stärksten vertreten. Heute ist Aue Sitz der Evangelisch-Lutherischen Superintendentur Aue und verfügt über die beiden Kirchgemeinden Aue St. Nicolai mit der Nicolaikirche und Aue-Zelle mit der Friedenskirche sowie das Sächsische Gemeinschafts-Diakonissenhaus. Daneben existieren in der Stadt eine Gemeinde der Landeskirchlichen Gemeinschaft, die evangelisch-methodistische Kirchgemeinde Aue mit der Christuskirche, die evangelisch-methodistische Kirchgemeinde Aue-Neudörfel mit der Andreaskapelle sowie Gemeinden der Siebenten-Tags-Adventisten und der neuapostolischen Kirche.
Nach der Zuwanderung weiterer Arbeitskräfte im 19. Jahrhundert aus dem katholischen Böhmen, Schlesien und Italien wurde 1907 die römisch-katholische Expositur Aue eingerichtet, die neben Aue die Orte Eibenstock, Hartenstein, Johanngeorgenstadt, Zwickau und Zwönitz umfasste, zunächst etwa 4050 Gemeindeglieder hatte und 1915 die Pfarrkirche Mater Dolorosa baute. Nach der Verkleinerung der Gemeinde durch die Ausgliederung der meisten eingepfarrten Orte in den Zwischenkriegsjahren erfuhr sie durch den Zuzug von Heimatvertriebenen aus den früheren deutschen Ostgebieten und Bergarbeitern aus Westdeutschland einen erneuten Aufschwung. 2005 hatte die römisch-katholische Kirchgemeinde der Stadt etwa 1500 Mitglieder. Sie umfasst neben der Auer Kirche Mater dolorosa die Filialkirchen St. Pius X. in Schneeberg, die Kapelle St. Joseph in Eibenstock und ehemals die Kapelle Kostbares Blut (2024 profaniert) in Schönheide.
1970 fand in der evangelischen St.-Nicolai-Kirche ein erster ökumenischer Gottesdienst mit den Katholiken statt, der seitdem zweimal jährlich abgehalten wird.
Gegen Ende des 19. Jahrhunderts ließen sich einige jüdische Familien aus Osteuropa in Sachsen nieder, auch in Aue gab es erste jüdische Bewohner. Salman Schocken baute den Warenhandel aus und ließ in Aue ein Kaufhaus Schocken herrichten. 1925 lebten in der Stadt 29 Juden, was einem Anteil von 0,14 Prozent an der Gesamtbevölkerung entsprach. Im Zuge der antisemitischen nationalsozialistischen Gesetzgebung wurde Familie Schocken enteignet und das Kaufhaus in Merkur umbenannt. Die renommierte Baumwollweberei S. Wolle musste wegen ihres jüdischen Gründers nach seinem „arischen“ Besitzer Curt Bauer benannt werden. In der Reichspogromnacht wurde laut Angaben von Zeitzeugen die Schaufensterscheibe eines Wäschegeschäfts in der Wettiner Straße eingeschlagen. Über eventuelle Deportationen liegen keine Dokumente vor.
| Jahr         | Einwohner | Evangelische  | Katholiken   | sonstige Christen | Juden     |
| ------------ | --------- | ------------- | ------------ | ----------------- | --------- |
| 1925         | 21.296    | 20.170 (94,7) | 00501 (2,35) | 0025 (0,12)       | 29 (0,14) |
| 1933         | 25.836    | 23.797 (92,1) | 00612 (2,37) | 0003 (0,01)       | 18 (0,07) |
| 17. Mai 1939 | 22.809    | 15.435 (67,7) | 00771 (3,38) | 0472 (2,07)       | 14 (0,06) |
| 2005         | 18.000    | ?             | 1 3001 (2,3) | > 2002 (1,1)      | ?         |

1 Einzugsbereiche Aue, Schneeberg, Eibenstock, Schönheide und Lößnitz

2 aus den Angaben der vorhandenen Kirchengemeinden abgeschätzt

## Politik

### Neubeginn 1990
Nach der Vereinigung beider deutscher Staaten 1990 erfolgte eine vollständige Umstrukturierung der Verwaltungsorgane der Stadt. Oberste Kommunalbehörde wurde die Stadtverwaltung mit dem Bürgermeister (heute: Oberbürgermeister), dem Stadtrat, Mitgliedern von Parteifraktionen, Ausschüssen und Ämtern mit Sachgebieten. 1993 trat die Sächsische Gemeindeordnung in Kraft.

### Stadtrat
- Linke: 4
- SPD: 2
- FWA: 6
- ALdU: 1
- CDU: 9

Ab der Gemeinderatswahl am 25. Mai 2014 bis zur Gemeindefusion verteilten sich die 22 Sitze des Stadtrates folgendermaßen auf die einzelnen Gruppierungen:
| Partei | CDU | FWA | LINKE | SPD | ALdU | Gesamt |
| Sitze  | 9   | 6   | 4     | 2   | 1    | 22     |

FWA: Freie Wählervereinigung Aue; FBA: Freie Bürgerforum Aue; ALdU: Auer Liste der Unabhängigen
Der Stadtrat berät Sachthemen und bereitet Abstimmungen vor in den Ausschüssen für Verwaltung, Stadtentwicklung und Kultur/Soziales/Schule/Sport.

### Bürgermeister
Seit 1999 amtiert Heinrich Kohl (CDU) als Stadtoberhaupt von Aue. Seit dem 1. August 2008 wird das Stadtoberhaupt offiziell Oberbürgermeister genannt.
Dem Oberbürgermeister stehen der Beigeordnete und die Ämter Hauptamt/Liegenschaften, Finanzen, Ordnung/Umwelt, Bauen, Schule und Soziales sowie die Mitarbeiter des Sachgebietes Wirtschaftsförderung/Tourismus/Stadtmarketing zur Seite.
Die folgende Tabelle zeigt die bisherigen Bürgermeister von Aue und ihre Amtszeiten.
| Name                    | Amtszeit; Bemerkung                                 |
| ----------------------- | --------------------------------------------------- |
| Maximilian Kretschmar   | 14. Februar 1889–1913                               |
| Arthur Hofmann          | 1913–1934; seit 1924 Erster Bürgermeister           |
| Franz Pillmayer (NSDAP) | 1934–1939                                           |
| Paul Geipel (NSDAP)     | 1940–1945                                           |
| Max Ziegler             | Mai bis Juni 1945; Kommissarischer Bürgermeister    |
| Hermann Graf            | Juni bis August 1945; Kommissarischer Bürgermeister |
| Friedrich Lange         | August 1945 bis Januar 1946                         |
| Alfred Franz            | Februar 1946 bis September 1946                     |
| (Dr.) Hennig            | September bis November 1946                         |
| Johannes Heinz          | Dezember 1946 bis Oktober 1949                      |
| Otto Schmutzler         | November 1949 bis Januar 1950                       |

| Name                 | Amtszeit; Bemerkung |
| -------------------- | --- |
| Max Ebert            | Februar bis Dezember 1950 |
| Felix Unger          | Dezember 1950 bis 1952 |
| Kurt Müller          | 1952–1954 |
| Otto Stange          | 1954–1956 |
| Emil Schuster        | 1956–1970 |
| Gotthold Scheinpflug | 1970–1988 |
| Horst Uhlig          | 1988 bis 20. Juni 1990 |
| Emanuel Klan (CDU)   | 1990 bis 31. August 1999 |
| Heinrich Wetter      | 31. Dezember 1998 bis 31. Oktober 1999; Beauftragter des Landrats zur Wahrnehmung der Amtsgeschäfte des Bürgermeisters                 |
| Heinrich Kohl (CDU)  | 1. November 1999 bis 31. Dezember 2018 Mit der Vereinigung von Aue mit Bad Schlema wurde Kohl offiziell zum Oberbürgermeister gewählt. |

### Wahlen

#### Bürgermeisterwahl 2006
Bei der Bürgermeisterwahl am 17. September 2006 in der Gemeinde Stadt Aue des Landkreises Aue-Schwarzenberg waren 15.515 Personen wahlberechtigt. Die Wahlbeteiligung lag bei 41,5 % (6445 Stimmen). 88 Stimmen waren ungültig.
| Kandidat            | Partei         | Absolute Stimmen | Stimmenanteil in Prozent |
| ------------------- | -------------- | ---------------- | ------------------------ |
| Heinrich Kohl       | CDU            | 4337             | 68,2                     |
| Hans-Jürgen Rutsatz | Einzelbewerber | 1077             | 16,9                     |
| Jens Berghold       | FWA            | 0943             | 14,9                     |
| Gesamt              | –              | 6357             | 100                      |

Als hauptamtlicher Bürgermeister wurde damit Heinrich Kohl für eine zweite Amtsperiode gewählt.

#### Wahlen zum Kreistag und zum Landrat 2008
Nach einer Kreis- und Gebietsreform in Sachsen wurden Anfang Juni 2008 gleichzeitig Neuwahlen zum Kreistag und zum Landrat durchgeführt. Von den 15.354 wahlberechtigten Auern gaben 3.648 (23,8 %) ihre Stimme ab. 1,2 % der Stimmen waren ungültig. Aus der kreisangehörigen Stadt Aue liegt folgendes Wahlergebnis für den Landrat vor:
| Partei         | Kandidat                 | Stimmen | in Prozent |
| -------------- | ------------------------ | ------- | ---------- |
| CDU            | Frank Vogel              | 2119    | 58,8       |
| Die Linke      | Klaus Jürgen Tischendorf | 1030    | 28,6       |
| FWE            | Marcel Schmidt           | 0248    | 06,8       |
| NPD            | Mario Löffler            | 0133    | 03,7       |
| Einzelbewerber | Kurt Udo Hertwich        | 0075    | 02,1       |
| Gesamt         | –                        | 3605    | 100        |

Im zweiten Wahlgang wurde Frank Vogel mit 55,8 % der Stimmen als Landrat des Erzgebirgskreises gewählt.
Von den 15.362 Stimmberechtigten für die Kreistagswahl gaben 5.705 (37,1 %) ihre Stimmen ab. 212 Stimmen (3,7 %) waren ungültig. Aus der kreisangehörigen Stadt Aue im Wahlkreis Aue-Schwarzenberg liegt folgendes Wahlergebnis für den Kreistag vor:
| Partei    | Stimmen absolut | Stimmenanteil in Prozent |
| --------- | --------------- | ------------------------ |
| CDU       | 5817            | 37,2                     |
| Die Linke | 3718            | 23,7                     |
| FWE       | 1735            | 11,1                     |
| FDP       | 1527            | 09,8                     |
| SPD       | 1266            | 08,1                     |
| NPD       | 0846            | 05,4                     |
| Grüne     | 0532            | 03,4                     |
| DSU       | 0201            | 01,3                     |
| Gesamt    | 15.642          | 100                      |

### Städtepartnerschaften
Zu DDR-Zeiten bestanden Partnerschaften mit Genua, mit der 1963 ein gemeinsames Freundschaftskomitee gegründet und Delegationen ausgetauscht wurden, und seit 1983 mit der bulgarischen Stadt Panagjurischte im Bezirk Pasardshik, nach der bis 1990 die Bockauer Straße benannt war. Die beiden Partnerschaftsverträge wurden nach dem Ende der DDR nicht verlängert.
Die Partnerschaft mit der nordrhein-westfälischen Stadt Solingen geht auf bereits in den 1950er Jahren geknüpfte Verbindungen zwischen den damaligen Sportorganisationen BSG Aufbau Aue-Bernsbach und SV Jahn 09 aus Solingen zurück. Am 26. April 1990 wurde auf kommunaler Ebene ein Vertrag geschlossen, mit dem freundschaftliche Beziehungen und die Zusammenarbeit auf allen Ebenen des gesellschaftlichen und kulturellen Lebens gefördert werden sollen. Besonders erwähnenswert ist die umfassende und schnelle Hilfe der Partnerstadt nach dem Hochwasser im Jahr 2002, als eine Spende in Höhe von 300.000 Euro bereitgestellt und Unterstützung auf privater Ebene geleistet wurde.
Seit dem 30. November 2003 besteht eine Partnerschaft mit der tschechischen Stadt Kadaň, mit der eine vielfältige Zusammenarbeit auf kommunaler und betrieblicher Ebene und in den Bereichen Tourismus, Kultur, Sport und Bildung angestrebt wird.
Die neueste Partnerschaft wurde am 9. Mai 2011 mit der französischen Stadt Guingamp besiegelt. In Aue gründete sich dazu ein Städtepartnerschaftskomitee Aue / Sachsen e. V., das zusammen mit der bereits bestehenden Sächsisch-Bretonischen Gesellschaft e. V. vor allem wirtschaftliche, sozio-kulturelle, sportliche und Vereins-Aktivitäten entwickeln oder vertiefen helfen will.
Seit dem 1. November 2004 war die Stadt Mitglied im Regionalmanagement Erzgebirge, einer Regionalinitiative des Erzgebirgskreises und weiteren zehn Kommunen des Erzgebirges.

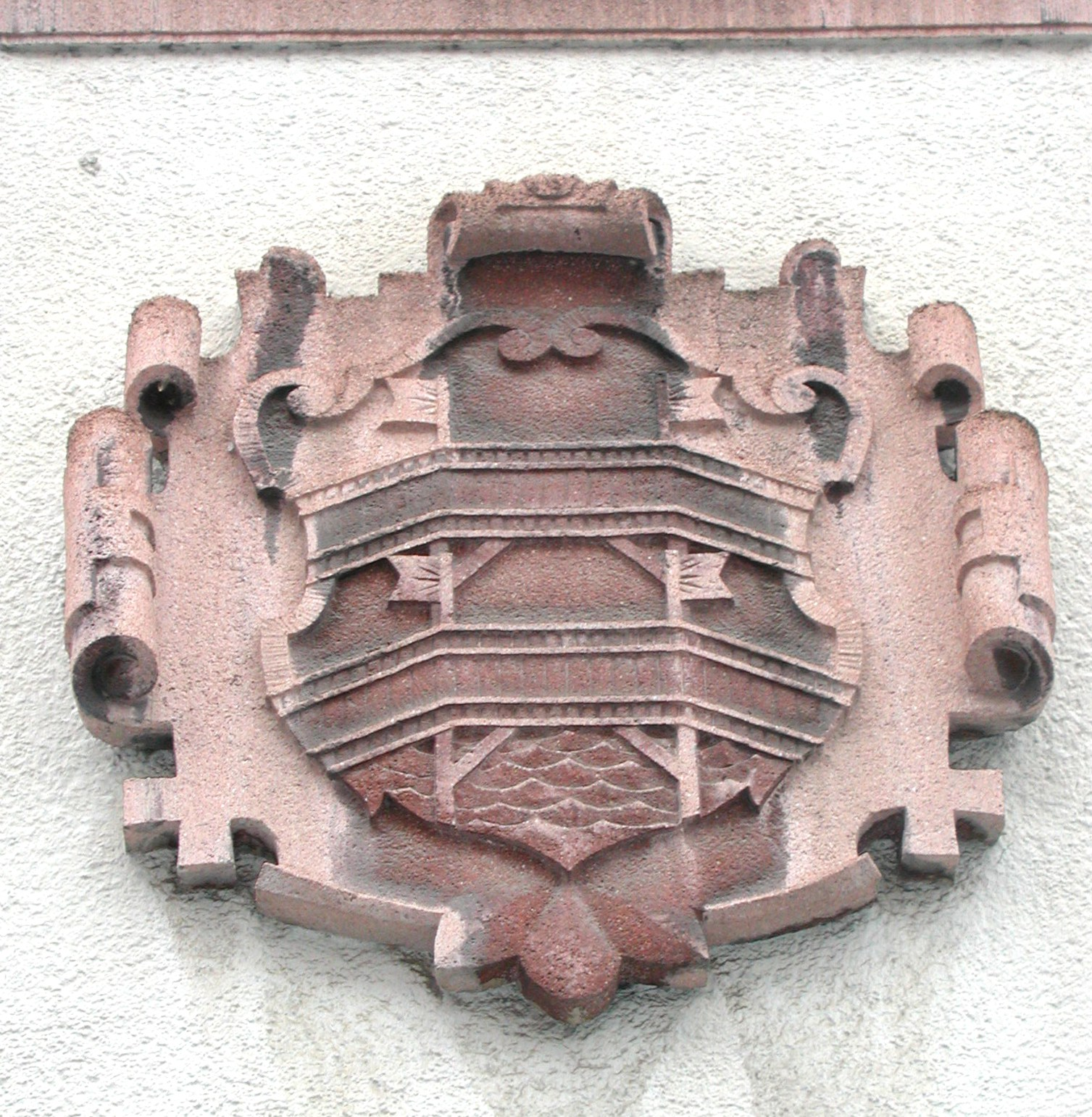
Auer Stadtwappen am ehemaligen Sparkassengebäude (Fähnchen entgegengesetzt)

### Wappen
Das Auer Wappen geht auf eine erste bekannte Version aus dem Jahr 1629 zurück, das eine einfache Holzbrücke mit Geländer über angedeutetem Wasser darstellte. Mit dem Beschluss Nr. 478 des Auer Stadtrats vom 24. März 2004 wurde das seit 1895 gebräuchliche Wappen wie folgt blasoniert: „In blau auf gewellter silberner Wasserfläche in Form eines Wellenschildfußes übereinander zwei goldene Holzbrücken mit je zwei roten Fähnchen auf dem Geländer.“ Damit werden die beiden hölzernen Brücken über die Mulde (Sandbrücke) und das Schwarzwasser (Zellbrücke) symbolisiert. Diese waren seit Anfang des 16. Jahrhunderts neben Furten die einzigen Verkehrsverbindungen über die Flüsse und vor allem für den Bergbau und das Hüttenwesen bedeutsam. Obwohl diese Brücken im 18. Jahrhundert durch steinerne ersetzt wurden, blieben die hölzernen im Wappen erhalten.
Seitdem Aue als Ortsteil zu Aue-Bad Schlema gehört, ist das hier beschriebene Wappen nur noch zur Kennzeichnung des Ortsteils gebräuchlich, für die neue Große Kreisstadt entstand ein neues Wappen, das im Frühjahr 2021 offiziell eingeführt wurde. Es vereint die Auer Brücken und die Kureinrichtungen von Bad Schlema in einer neuen symbolischen Darstellung. 

(siehe Aue-Bad Schlema#Wappen, Fahne und Banner)

## Wirtschaft und Industrie

### Bergbau, Maschinenbau, Textilindustrie, Kunstgewerbe
Die Vorkommen von Granit, Phyllit, Schiefer, Andalusitglimmerfels, Rotgneis, Bleierzformationen, Wismut-Kobalt-Nickel-Silber-Formationen und Skarn mit den Hauptbestandteilen Eisen, Zinn, Kobalt und Uran in Aue und in den Anhöhen der Umgebung bildeten die Basis für ein umfassendes Montanwesen in der Stadt. Zu den wichtigsten Abbauprodukten in Aue zählten zunächst Eisenerze, ab dem 17. Jahrhundert Zinnerze, Kaolin, Kobalterze und im 20. Jahrhundert Uranerze. Die bedeutenden Auer Fabriken Nickelhütte und Halbzeugwerk Auerhammer sowie einige Wohnviertel haben ihren Ursprung in diesem Industriezweig.
Das Klöppelhandwerk, das im 16. Jahrhundert durch Zugewanderte in das Erzgebirge kam, entwickelte sich in Hausmanufakturen und Heimatstuben. Die Klöppelspitzen fanden im Lauf der Jahrhunderte immer mehr Abnehmer in ganz Europa. Das Klöppeln wird inzwischen als Volkskunst in kleinen Manufakturen und Klöppelstuben betrieben. Einige Schulen im Erzgebirge, etwa die Schule für geistig Behinderte auf dem Brünlasberg, vermitteln das Handwerk als Unterrichtsfach. In Webereien, Tuch- und Maschinenfabriken wurden Textilien in größerem Umfang produziert, verarbeitet oder entsprechende Maschinen hergestellt.
Wie in anderen Erzgebirgsorten schnitzten Bergleute zunächst als Feierabendbeschäftigung kleine Figuren wie Engel oder Bergleute in historischer Paradetracht. Diese wurden im Verwandten- und Freundeskreis verschenkt. Anfang des 20. Jahrhunderts entstand daraus ein eigener Kunstgewerbezweig.
Nach dem Ende des Uranerzbergbaus 1991 begann die neu gegründete Wismut-Entwicklungsgesellschaft (später Wismut GmbH) mit der Sanierung und der Umsetzung von Halden und der Beseitigung von Spätfolgen der Anlage von Schächten. Für die Sanierung der Halden des Uranbergbaus stellte die sächsische Landesregierung umfangreiche Fördermittel bereit. Anfang des Jahres 2008 begannen Sanierungsarbeiten an der Halde 296 in Alberoda und Verwahrarbeiten am Schacht 315 am Zeller Berg, der 1950 für den Uranerzbergbau abgeteuft worden war und zu Beginn des 21. Jahrhunderts etwa sieben Meter tief eingebrochen ist.
Das Forschungsprojekt Regionales Seismologisches Monitoring im Raum Aue-Zwickau, eine Kooperation des Instituts für Geophysik und Geologie der Universität Leipzig und der Bergakademie Freiberg in Zusammenarbeit mit der Wismut GmbH, erfasst schwerpunktmäßig die durch Flutung des ehemaligen Bergbaureviers Aue-Alberoda hervorgerufenen seismischen Ereignisse und wertet diese aus.

### Beherbergungswesen (Auswahl)

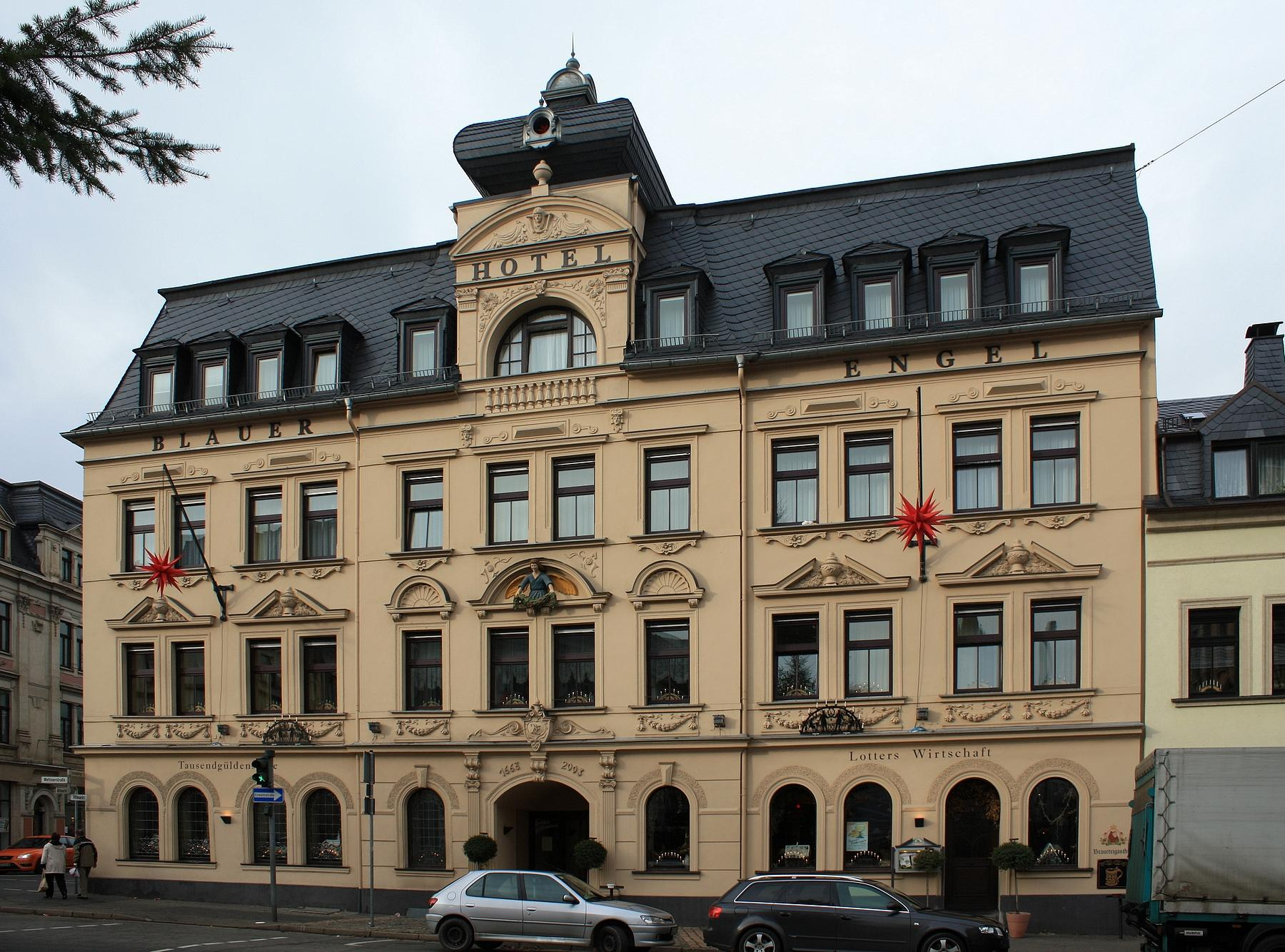
Hotel Blauer Engel am Altmarkt

Das Hotel Blauer Engel wurde im 17. Jahrhundert errichtet und gilt als ältestes Gasthaus der Stadt. In den 1920 waren die Gasträume des Hotels offizielles Vereinslokal für den in Aue gegründeten ADAC-Club Auertal. In der DDR-Zeit bewirtschaftete die HO das Hotel und die angeschlossenen Restaurants. Nach der deutschen Wiedervereinigung 1990 wurde das Haus reprivatisiert und bis 1995 saniert. Ein (neuer) Mittelturmaufsatz und Stuckzierat brachten etwas von der historischen Gestalt des Gebäudes zurück. Innen wurden die Räume einem höheren Gästekomfort angepasst.
Das im Hotelkomplex integrierte Restaurant Hutzen Haisel (siehe auch: Hutzenstube) wurde 1969 eröffnet, nach 1990 stand es einige Jahre leer. Dann wurde es privatisiert, rekonstruiert, 2006 wiedereröffnet und bietet vor allem einheimische Speisen an.
Andere Hotels und Gaststätten, die mit der regen Reisetätigkeit Anfang des 20. Jahrhunderts entstanden waren, wurden geschlossen oder anderweitig genutzt, etwa als Verkaufseinrichtungen, Wohn- oder Geschäftshäuser. In den ersten Jahren des 21. Jahrhunderts verbesserte sich das Angebot an Beherbergungen vor allem durch Einrichtung von Pensionen und Ferienwohnungen.

### Ansässige Unternehmen (Auswahl)

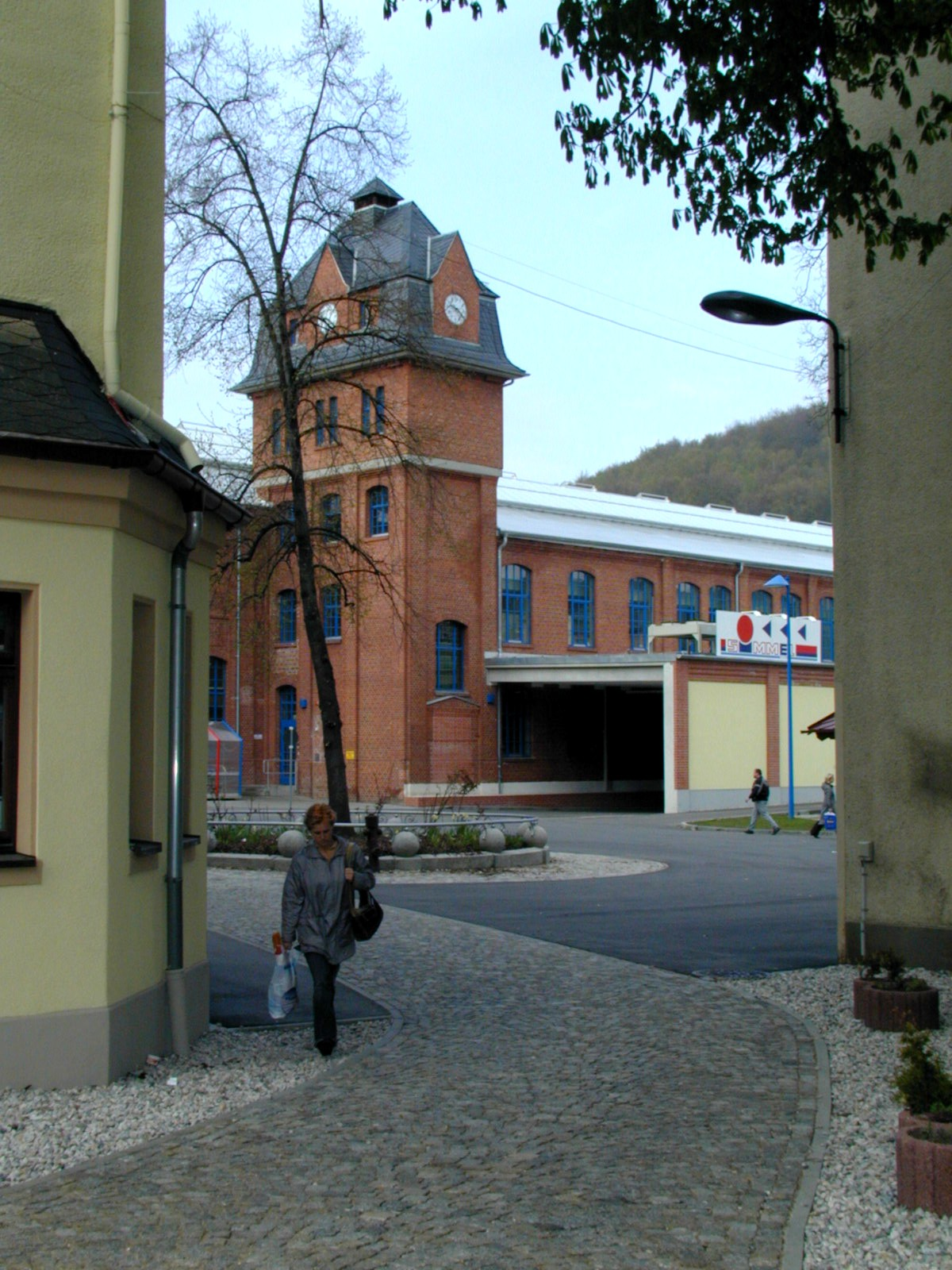
Saniertes und umfunktioniertes Fabrikgebäude der ehemaligen Textilmaschinenfabrik, links im Vordergrund ein Stück des früheren Trockenturms einer Vorgängerfabrik

Nach der friedlichen Revolution in der DDR wurden viele große Betriebe der Stadt aufgelöst oder verkauft, darunter die Auer Besteck- und Silberwarenwerke (ABS), die Betriebe der SDAG Wismut, Blechbearbeitungsfabriken, Wäschereien und Gießereien. Andere Betriebe wurden privatisiert oder reprivatisiert und durch Rationalisierung und Modernisierung der Anlagen zu marktfähigen Unternehmen ausgebaut.
Für seine wirtschaftlich erfolgreiche Tätigkeit erhielt der Geschäftsführer der Nickelhütte Aue, Peter Koch, 2005 die Ehrenbürgerwürde der Stadt Aue. Die Gebrüder Leonhardt GmbH & Co KG Blema Kircheis (Verpackungsmaschinen), das Unternehmen Xetma Vollenweider GmbH mit ihrer Produktionsstätte in Alberoda (Textilveredlungsmaschinen), die AWEBA Werkzeugbau GmbH Aue (Zulieferer der Automobilindustrie) und die Auerhammer Metallwerk GmbH (1990 vorübergehende Stilllegung, dann Neubeginn mit Flachwalzprodukten, Nickelerzeugnissen) führen die Traditionen des Auer Maschinenbaus fort. Die Auer Textilindustrie etablierte sich nach der Reprivatisierung des Unternehmens Weberei Curt Bauer unter den deutschen Herstellern hochwertiger Tisch- und Bettwäsche wieder.
Fabrikgebäude von stillgelegten Betrieben wurden abgerissen (vor allem an den Ufern der Flüsse) oder für andere Zwecke umgebaut. Nach ihrer Schließung wurde etwa die große Produktionshalle der Textima-Fabrik im Zentrum der Altstadt mit ihrem charakteristischen, etwa 25 Meter hohen Turm, entkernt, denkmalgerecht saniert und zu einem stark frequentierten Einkaufszentrum (Simmel) ausgebaut. Der frühere achtetagige Trockenturm einer Tuchbleicherei wurde um zwei Stockwerke verringert, restauriert und dient als Büro- und Geschäftshaus.
Das amtliche Stadtportal führte zum 30. Juni 2011 45 Betriebsstätten, 64 Arztpraxen, 389 Handwerksbetriebe und 230 Gewerbetreibende auf.

## Infrastruktur

### Elektrizität, Gas und Wärme
Nachdem in Aue seit Anfang des 20. Jahrhunderts ein Gaswerk, ein Elektrizitätswerk und viele dezentrale Heizwerke errichtet worden sind, sind heute die Anbieter von Erdgas, Elektroenergie und Fernwärme der Stadt in den 1994 gegründeten Stadtwerken Aue zusammengefasst, deren Verwaltungssitz sich in einem denkmalgeschützten Gebäude in der Mühlstraße befindet. Das Versorgungsgebiet reicht über die Stadtgrenzen von Aue hinaus.

### Wasser
Seit Anfang der 1950er Jahre kommt das Trinkwasser über ein Ringleitungsnetz aus der Talsperre Sosa bei Eibenstock. Das Abwasser der Stadt wurde jahrhundertelang in die Flüsse abgeleitet, erst ab Mitte des 20. Jahrhunderts konnte ein größeres Klärwerk am Stadtrand in Betrieb genommen werden.
Im wiedervereinigten Deutschland liegen die Trinkwasserbereitstellung und die Abwasserfortleitung für Aue in der Verantwortung des Zweckverbands Wasserwerke Westerzgebirge (Meisterbereich Aue) mit Sitz in Schwarzenberg.

### Straßenverkehr

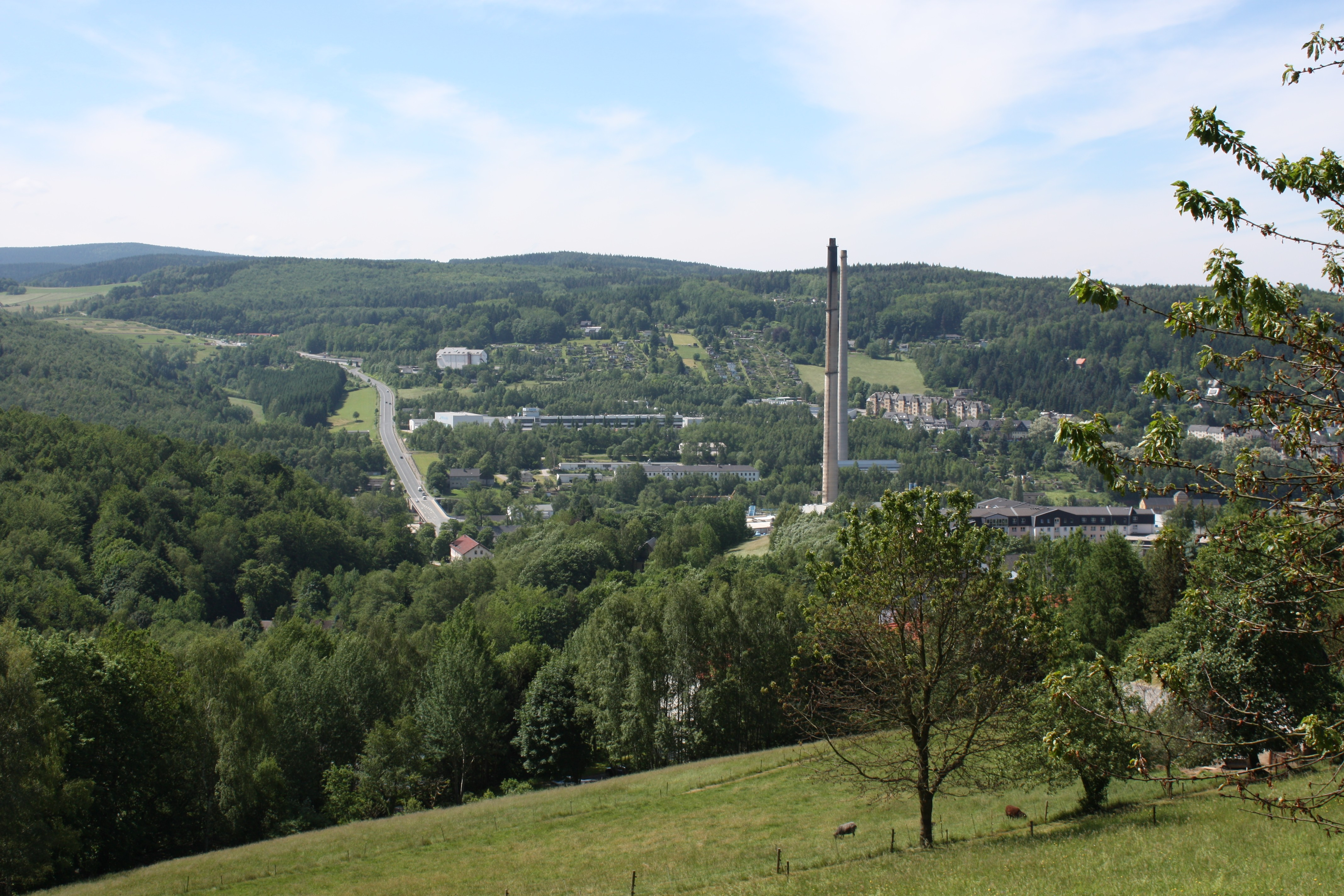
Blick auf den Becherweg (S255) im Südosten der Stadt

Die zunächst unbefestigten Straßen, auf denen Pferdefuhrwerke die Waren transportieren, wurden nach der Errichtung der neuen Fabriken im 19. Jahrhundert befestigt. So erfolgte in den Jahren 1830 bis 1834 der chausseemäßige Ausbau der Straße von Schneeberg bis zur Weißerdenzeche St. Andreas. Außerdem kamen neue Straßen und Brücken hinzu. Zur Sicherung des Werkverkehrs entstand nach dem Ersten Weltkrieg ein leistungsfähiges Omnibusnetz, sodass es um 1927 in Aue 100 Linien gab. Noch bis zum Beginn der 1990er Jahre unterhielt die Stadt Aue einen eigenen Omnibushof in der Uhlandstraße, nahe am Anton-Günther-Platz. Nach 1990 wurde die Unterhaltung der Omnibusse hier aufgegeben, die früheren Werkstätten und Baracken werden von Kleingewerbetreibenden genutzt.
2008 sind erst wieder vier innerstädtische Busverbindungen und 25 Linien in andere Ortschaften vorhanden. Aufgabenträger des gesamten Omnibusverkehrs ist der Erzgebirgskreis, erbracht wird dieser vom kreiseigenen Regionalverkehr Erzgebirge. Der ÖPNV ist eingebunden in das Tarifsystem des Verkehrsverbundes Mittelsachsen.
Eine herausragende Rolle zur Verbesserung des Straßenverkehrs kam der 1937 fertiggestellten Bahnhofsbrücke zu, die die Folgen einer Engstelle am Bahnübergang beseitigte. Nach dem Zweiten Weltkrieg erfolgten für den Uranbergbau einige Straßenbaumaßnahmen. In den folgenden Jahrzehnten erwiesen sich die vorhandenen Straßen für den Individual- und Lieferverkehr als ausreichend. Ab 1990/91 wurden größere Veränderungen nötig, als die Zahl privater Fahrzeuge sprunghaft anstieg, der Eisenbahngüterverkehr zurückging und sich der Einsatz von Lastkraftwagen verstärkte. Aue ist über drei Bundesstraßen, drei Staatsstraßen und zwei Kreisstraßen an das Straßennetz angeschlossen. Die aus Richtung Annaberg-Buchholz in die Stadt führende B 101 mündet im Stadtzentrum in die B 169, die Aue in nordost-westlicher Richtung quert. Die B 283 führt aus dem oberen Vogtland durch den Südwesten der Stadt und mündet am Altmarkt in die B 101. Das Zusammentreffen der Hauptverkehrswege führt zu einer erheblichen Verkehrsbelastung der Innenstadt.
Die Staatsstraße 222 beginnt an der Dr.-Otto-Nuschke-Straße und verbindet die Stadt in ostnordöstlicher Richtung mit Wolkenstein. Die Staatsstraße 255 durchquert den Nordosten der Stadt und führt in Richtung Norden zur Anschlussstelle Hartenstein der Autobahn 72. Zur langfristigen Verbesserung der Verkehrslage sieht der 2003 aufgestellte Bundesverkehrswegeplan eine vordringliche Verlegung der B 101 in Aue (Ortskernentlastung) vor. Die Verbindung der Schwarzenberger Straße mit der Lößnitzer Straße am Fuß des Zeller Bergs mit Überquerung der Bahntrasse und der Rudolf-Breitscheid-Straße ist als Brückenbauwerk vorgesehen. Die Anbindung der B 283 soll durch Umnutzung der stillgelegten Bahntrasse nach Blauenthal in Höhe des Berufsschulzentrums Erdmann-Kircheis erfolgen. Diese Vorschläge befinden sich im Abwägungsprozess. Realisierungstermine sind noch nicht festgelegt.

### Schienenverkehr

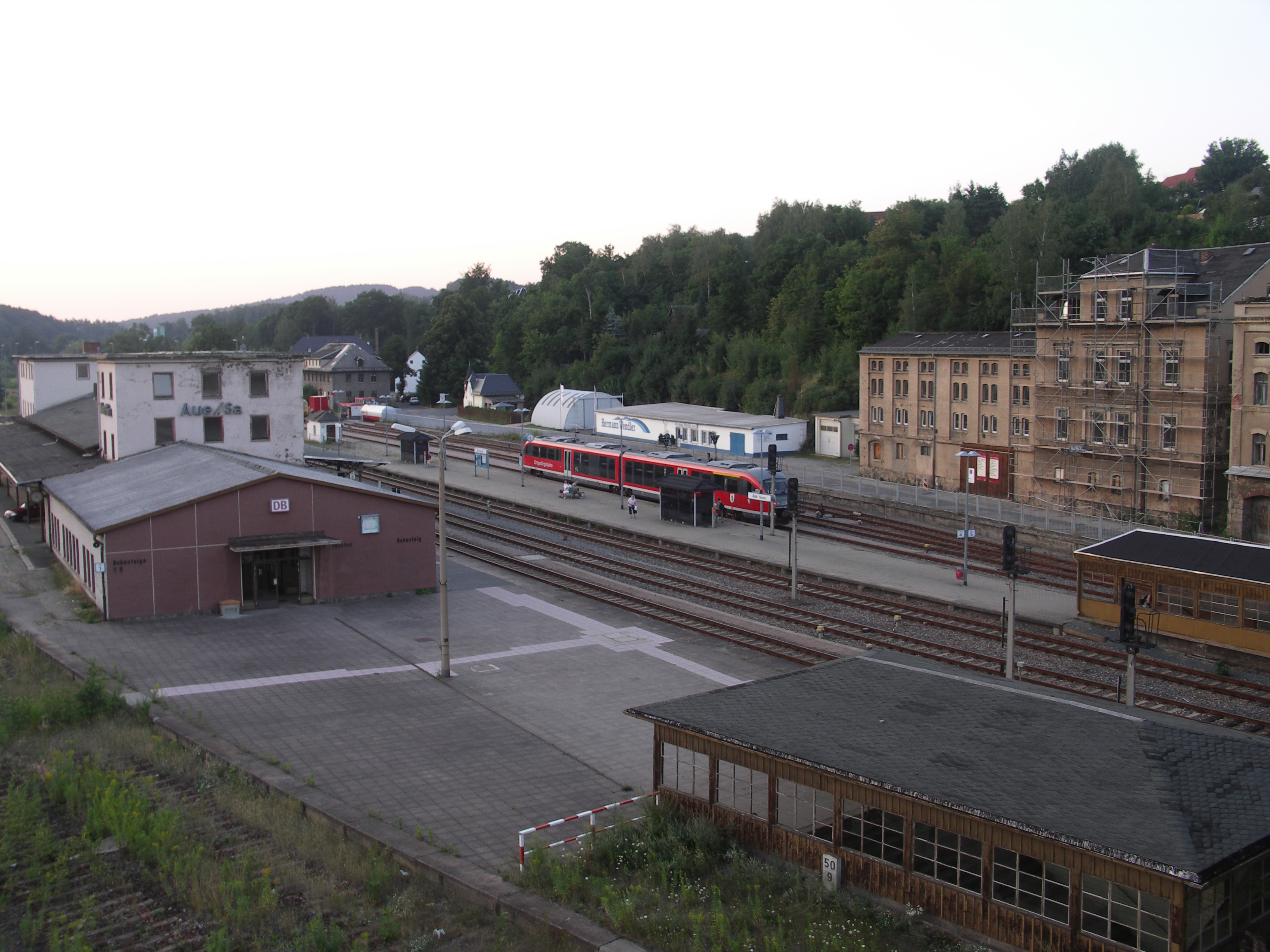
Bahnhofsgelände mit Resten der abgebauten Gütergleise, dem Empfangsgebäude und einem Dieseltriebwagen der Erzgebirgsbahn, Stand 2008

Der Bahnhof Aue (Sachs) war in der Vergangenheit ein bedeutender Eisenbahnknotenpunkt an den Strecken Chemnitz–Aue–Adorf und Schwarzenberg–Aue–Zwickau. Erstere wurde 1975 westlich von Aue wegen des Baues der Talsperre Eibenstock unterbrochen. Seit einigen Jahren ist die Reststrecke von Aue bis Blauenthal ebenfalls stillgelegt; die Gleise wurden abgetragen. Die Trasse wurde bis 2013 schrittweise zu einem Teil des Mulderadwegs umgebaut.
Als nach 1989 aus der Deutschen Bundesbahn und der Deutschen Reichsbahn die Deutsche Bahn AG (DB AG) entstand, erfolgten auf der Basis von Vereinbarungen zwischen dem Freistaat Sachsen und der DB AG für mehrere Millionen D-Mark Sanierungen und ein teilweiser Rückbau von Eisenbahnstrecken und Bahnhöfen. Die Auer Gütergleisanlagen wurden abgebaut, die Fläche aber nicht weiter genutzt, daher lag sie lange Jahre brach. Seit Mitte der 2010er Jahre werden Flächen saniert und für neue Nutzungen vorbereitet. Für den Personenverkehr entstanden die RegioNetze mit der Bahntochtergesellschaft Erzgebirgsbahn. Das Bahnhofsgelände von Aue wurde bis 2003 saniert und an die bestehenden Omnibuslinien angebunden. Nicht mehr benötigte Einrichtungen wie etwa das Bahnbetriebswerk, das Empfangsgebäude und das Stellwerk Aue 2 wurden zunächst stillgelegt und bis 2008 vollständig abgerissen.
Ab den 2010er Jahren erfolgten weitere Umbauten des Auer Bahnhofs, er wurde unter anderem barrierefrei ausgebaut. Zwischenzeitliche Überlegungen zur Einstellung des Schienenpersonennahverkehrs zwischen Aue und Thalheim konnten durch aktive Bürgerinitiativen mit Unterstützung der Stadtverwaltung verhindert werden. Der Verkehrsverbund Mittelsachsen (VMS) beschloss im Sommer 2016, im Zusammenhang mit der Einbindung der Strecke Chemnitz–Aue ins Chemnitzer Modell zukünftig Züge ab Thalheim im Stundentakt nach Aue fahren zu lassen. Die wurde mit Fertigstellung der Baumaßnahmen im Januar 2022 umgesetzt, die Verkehrsleistungen auf der neuen Linie C13 Aue–Chemnitz-–Burgstädt erbringt die City-Bahn Chemnitz. Auf der Strecke Zwickau–Aue–Schwarzenberg und weiter bis Johanngeorgenstadt verkehrt weiterhin die Erzgebirgsbahn, ebenfalls stündlich.
Während mindestens bis 1989 noch ein D-Zug nach Berlin pendelte, besteht aktuell keine direkte Anbindung an das Fernverkehrsnetz der Deutschen Bahn.

### Medizinische Versorgung
Bis zum Beginn des 20. Jahrhunderts konnten die Einwohner in Spitälern (damals Unterkünfte für Reisende und Hilfsbedürftige) mit den Elixieren aus Apotheken und von Kräuterfrauen medizinisch behandelt werden. In katholischer Zeit kümmerten sich Mönche um die Kranken, später sorgten Bader und ab 1869 ein Allgemeinmediziner als „Armen-, Polizei- und Impfarzt“ für medizinische Hilfen. Erst als 1931 auf dem Zeller Berg ein Krankenhaus seinen Betrieb aufnahm, besserte sich die Situation deutlich. Im Zweiten Weltkrieg dienten einige Abteilungen des Krankenhauses und andere geeignete Räumlichkeiten in der Stadt als Lazarett. Ab 1945 stand neben dem Krankenhaus eine gesonderte Kinderklinik zur Verfügung, die mit einem Flüchtlingstreck aus Tilsit unterwegs gewesen war und in früheren Sanatoriumsgebäuden eingerichtet werden konnte.
Nach dem regen Zuzug von Arbeitern für den Uranbergbau ab 1946 wurden in den neu entstandenen Stadtvierteln Polikliniken eingerichtet. Das Krankenhaus, 1954 nach seinem Förderer Ernst Scheffler Ernst-Scheffler-Krankenhaus benannt, in dem 1960 die erste DDR-eigene künstliche Niere Aue I entwickelt wurde, und ambulante Einrichtungen (heute in Ärztehäuser umgewandelt) sicherten die medizinische Betreuung der Einwohner von Aue und den Nachbarorten. 1991 wurde das Krankenhaus in Klinikum Aue umbenannt und ging 1998 in den Besitz der Helios Kliniken über. Hier sind rund 1.000 Mitarbeiter beschäftigt und jährlich werden etwa 55.000 Patienten stationär behandelt.
Im Jahr 2008 standen neben dem Helios-Klinikum 64 Arztpraxen sowie 33 Apotheken und Therapieeinrichtungen zur Verfügung.

### Wohnbebauung

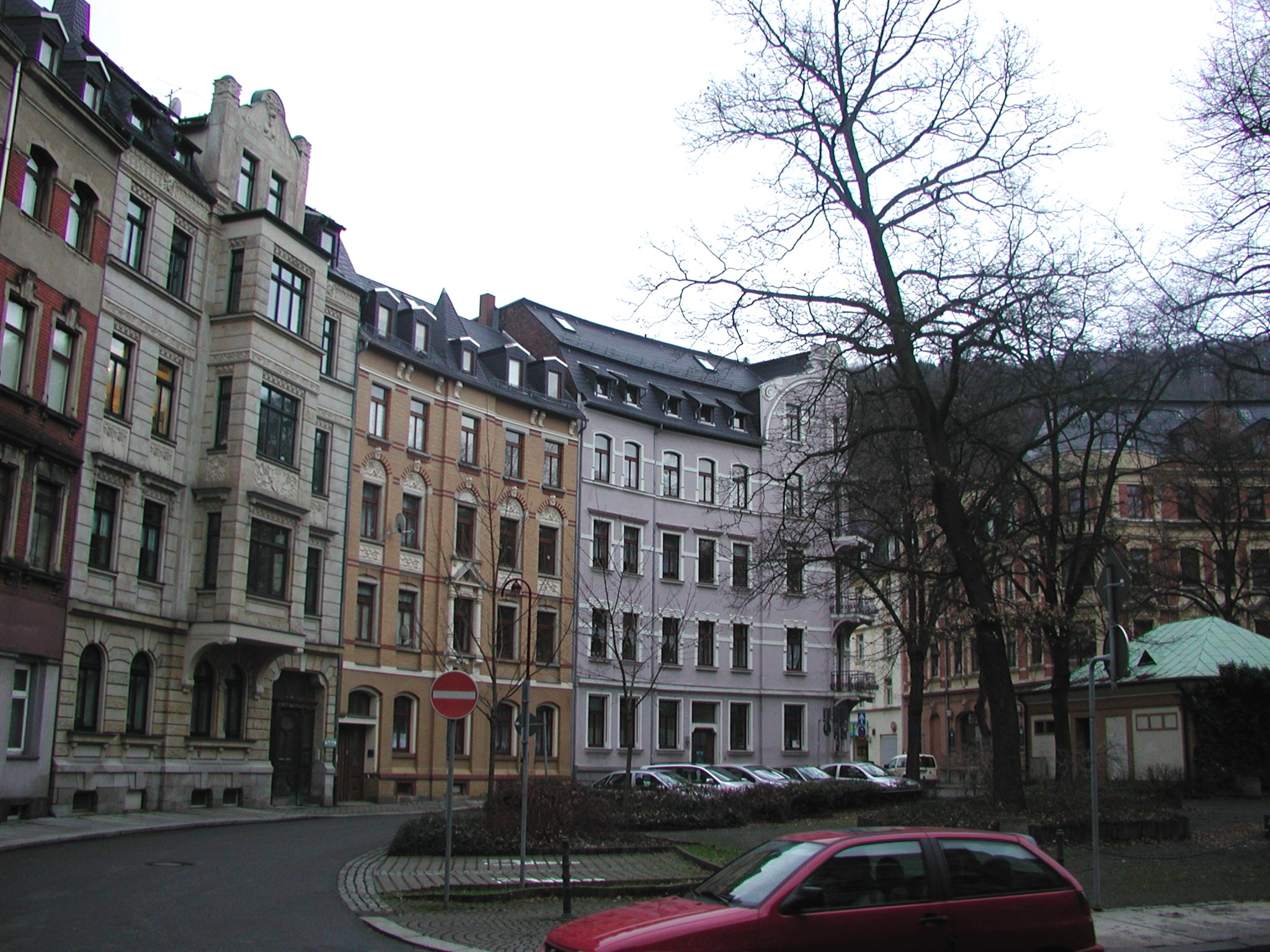
Bebauung am Wettinerplatz

Mit der industriellen Entwicklung im 19. und 20. Jahrhundert wurden alte Wohnhäuser durch Neubauten ersetzt, die aber kaum heutigen Wohnvorstellungen entsprachen. Ab den 1950er Jahren wurden für die Uran-Bergarbeiter und deren Familien umfangreiche Neubauten erstellt.
Der heutige Stadtkern ist von einer mehrgeschossigen Karreebebauung mit einigen Lücken und Neubauten geprägt, die sich in den Randbereichen fortsetzt. An den Ausfahrtsstraßen bestimmen meist zwei- bis viergeschossige straßenbegleitende Häuser das Stadtbild. Aue verfügt über etwa 11.000 Wohneinheiten (Stand: 2007), von denen 40,8 Prozent im Besitz der vier Großvermieter Auer Wohnungsbaugesellschaft mbH, Wohnungsgenossenschaft „Wismut“ Aue/Lößnitz e.G, Wohnungsbaugenossenschaft e. G. Aue–Zelle und Gebrüder Leonhardt + Dr. Winkler Immobilien & Co KG sind, die restlichen 59,2 Prozent sind in Privatbesitz. Etwa 83 Prozent aller Wohneinheiten sind vermietet, die übrigen werden von den Besitzern selbst genutzt.

### Plätze und Straßen

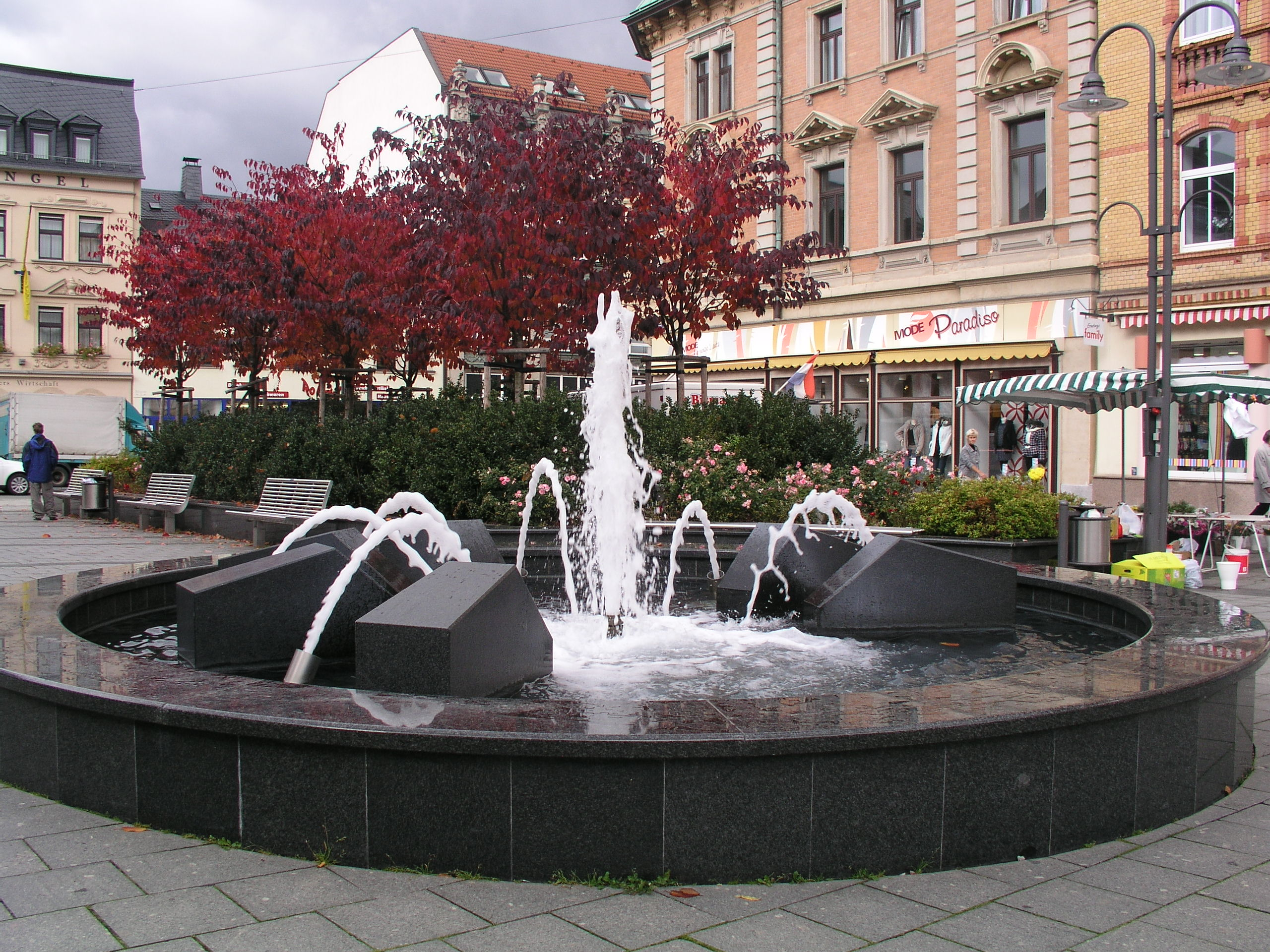
Brunnen am Altmarkt, Herbst 2008

Der heutige Altmarkt war mit seiner niedrigen Randbebauung der erste Siedlungskern des Ortes und blieb über Jahrhunderte weitgehend unverändert. Erst im 20. Jahrhundert kamen höhere Gebäude hinzu. Das frühere Rathaus direkt am Marktplatz wurde abgerissen und an dessen Stelle Pflastersteine verlegt. Auch danach erfuhr das Gelände mehrmalige Umgestaltungen. Die Kosten der letzten großen Veränderung in den Jahren 2004 und 2005 konnten zu etwa zwei Dritteln aus dem Europäischen Fonds für Regionalentwicklung finanziert werden. Andere Straßen und Plätze wie der Anton-Günther-Platz und der Schillerplatz wurden nach 1990 ebenfalls neu hergerichtet.

### Brücken
Brücken spielen in Aue sowohl für die Verkehrsleitung als auch für das Zusammenwachsen der Stadtviertel eine wichtige Rolle. Jahrhundertelang gab es nur zwei Holzbrücken, die die Flüsse Zwickauer Mulde und Schwarzwasser überquerten und als stadtbestimmend in das Wappen aufgenommen wurden. Heute existieren in Aue etwa 60 Brücken verschiedener Größen. Davon verbinden 22 die Ufer der Zwickauer Mulde innerhalb des Stadtgebietes. Acht Brücken führen über das Schwarzwasser, 30 Brücken überqueren die kleinen Bachläufe (Alberodaer Bach, Lößnitzbach, Zschorlaubach, Lumpichbach und Floßgraben), acht dienen dem Eisenbahnverkehr. Aue trägt wegen der vielen Übergänge den Beinamen Stadt der Brücken.
Die Bahnhofsbrücke gilt wegen ihrer Bauweise in Spannbeton als technisch besonders wertvoll. Andere Brücken tragen bescheidenen Schmuck, darunter die Schul- und die Schillerbrücke. Die meisten Brücken der Stadt wurden nach der Wende saniert und fügen sich in das Stadtbild ein. Die Lößnitztalbrücke führt die Staatsstraße 255 zur Autobahn 72 und wurde von 2004 bis 2006 neu errichtet.
Seit dem Sommer 2021 sind 13 Brücken in der Stadt beschildert. Die Schilder enthalten den Brückennamen, die Bauweise und das Baujahr.

## Kultur, Bildung, Sport, Vereinswesen und Sonstiges

### Medien
Über örtliche Ereignisse berichtet der Regionalteil „Auer Zeitung“ der in Chemnitz erscheinenden Tageszeitung Freie Presse. Von 1906 bis 1937 erschien das Auer Tageblatt. Schon seit 1848 gab es den Erzgebirgischen Volksfreund, dessen Erscheinen erst im Jahr 1945 endete. Seine Ausgaben vom 1. April bis zum 14. Juni sind eine wichtige Informationsgrundlage für die Zeit am Ende des Zweiten Weltkriegs.

### Stadtpark

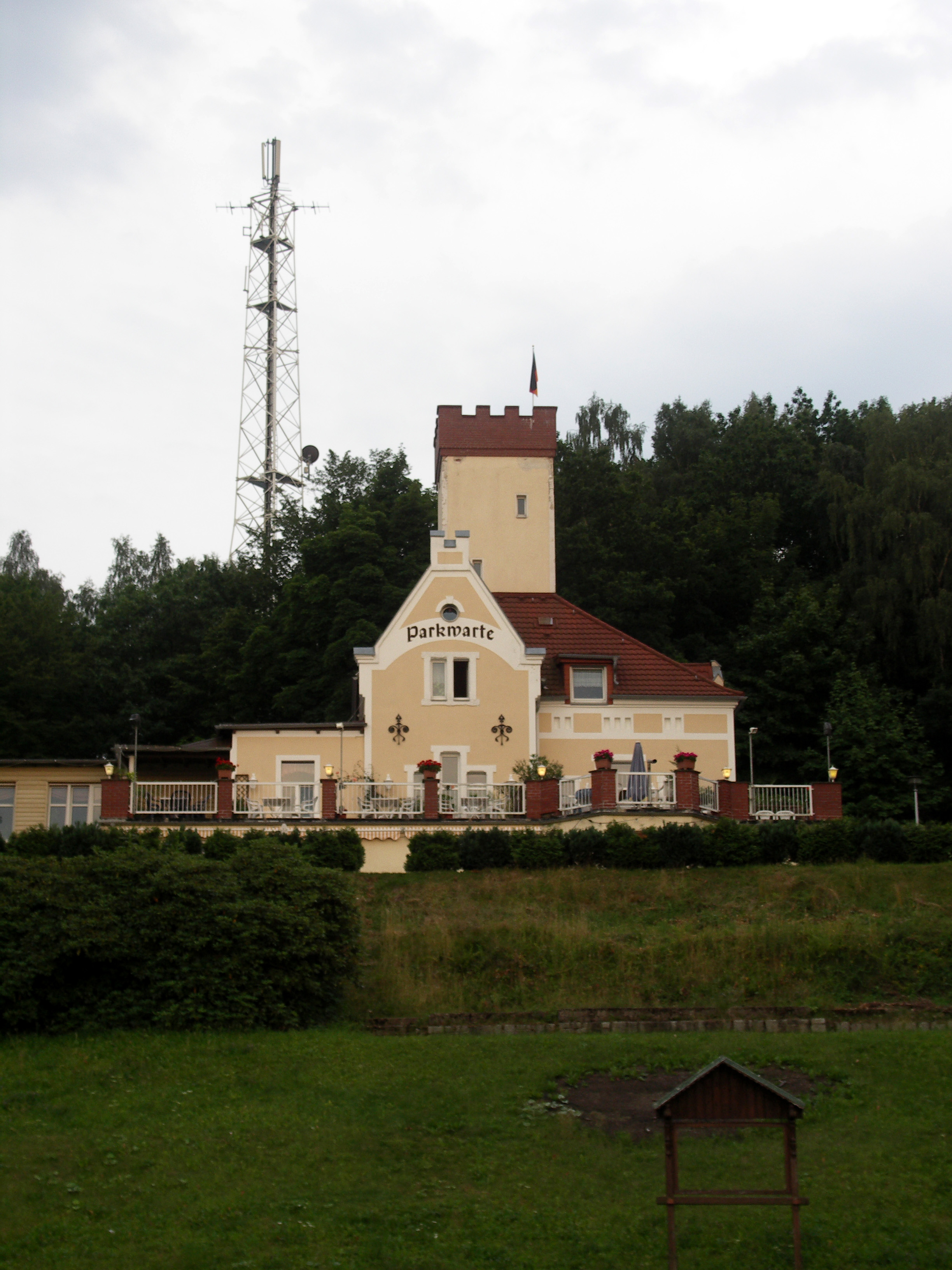
Parkwarte auf dem Heidelsberg

Der Ende des 19. Jahrhunderts zu Erholungszwecken an den Hängen des Heidelsbergs angelegte Auer Stadtpark wurde in den folgenden Jahrzehnten mit Spazierwegen, Bänken, Blumenrabatten und dem Bau einer Parkwarte auf der Kuppe des Berges immer wieder dem Zeitgeschmack angepasst. Die hier am Hang angelegte erste Sommerrodelbahn in Deutschland war eine Attraktion für große und gut besuchte Volksfeste. Nach dem Zweiten Weltkrieg waren wegen der schnellen Bevölkerungszunahme infolge des Uranbergbaus weder Geld noch Kapazitäten für den Unterhalt der Parkanlagen vorhanden. Die Wege verfielen und die Sommerrodelbahn musste abgetragen werden. Die Stadtverwaltung ließ dagegen eine für Kinder und Jugendliche ausgelegte Skisprunganlage und eine Freilichtbühne im Stadtpark neu errichten. So gelang es, das jährlich im August durchgeführte Parkfest bis 1962 als ein wichtiges Volksfest zu erhalten. Das größte Gebäude im Park, die historische Parkwarte, wurde dagegen vernachlässigt. Erst mit der Privatisierung der Gaststätte und der Wiederbelebung von Parkveranstaltungen ist der Stadtpark erneut zu einer Sehenswürdigkeit geworden.

### Tiergarten
Der Tiergarten Aue entstand 1960 zum überwiegenden Teil im Nationalen Aufbauwerk unter Leitung des Initiators Wilhelm Häberer auf dem Gelände des ehemaligen Schulgartens der Pestalozzi-Schule. 1964 wurde bereits der 100.000 Besucher begrüßt.
Ein 1991 gegründeter Tierparkförderverein konnte die nach der deutschen Wiedervereinigung geplante Schließung des Tiergartens verhindern. Die hier untergebrachten Tiere wurden weiter gepflegt, etliche auch an andere Zoos abgegeben. Im Jahr 2005 wurde aus dem Tierparkverein der Förderverein zoo der minis e. V., nachdem sich der Tierpark auf die Haltung und Züchtung von weniger bekannten Kleintieren wie eichhörnchengroße Affen, schafgroße Rinder oder Känguru-Ratten spezialisiert hatte. Dieser Kleintier-Zoo besitzt mindestens 70 verschiedene Tierarten und insgesamt rund 300 Einzeltiere (Stand per 2009). Zusammen mit der Stadtverwaltung werden jährliche Tiergartenfeste durchgeführt.

### Bildung
Im Ortsteil gibt es folgende Schulen (Auswahl):
- Oberschule Westerzgebirge, Schulberg 18[63]
- Grundschule Friedrich Schiller,
Schulberg 18
- Albrecht-Dürer-Schule, 
Ernst-Gessner-Platz
- Grundschule Johann Heinrich Pestalozzi,
Schwarzenberger Straße 30, erbaut 1901
- Clemens-Winkler-Gymnasium,
Stadtteil Zelle
- Grundschule Auerhammer,
Gutsweg 2
- Grund- und Oberschule Aue-Zelle,
Agricolastraße 5
- Förderschule für geistig Behinderte,
Brünlasberg 65
- Schule zur Lernförderung Albert Schweitzer,
Robert-Koch Straße 30
- Berufliches Schulzentrum für Gesundheit, Technik und Wirtschaft 
„Erdmann Kircheis“, Rudolf-Breitscheid-Straße 27
- Evangelische Berufsfachschule für Pflegeberufe des VBFA e. V.,
Schwarzenberger Straße 10
- Berufsschule und Berufsbildende Förderschule des VBFA e. V.,
Schwarzenberger Straße 10
- Medizinische Berufsfachschule am Helios Klinikum Aue,
Robert-Koch-Straße 36

### Sport

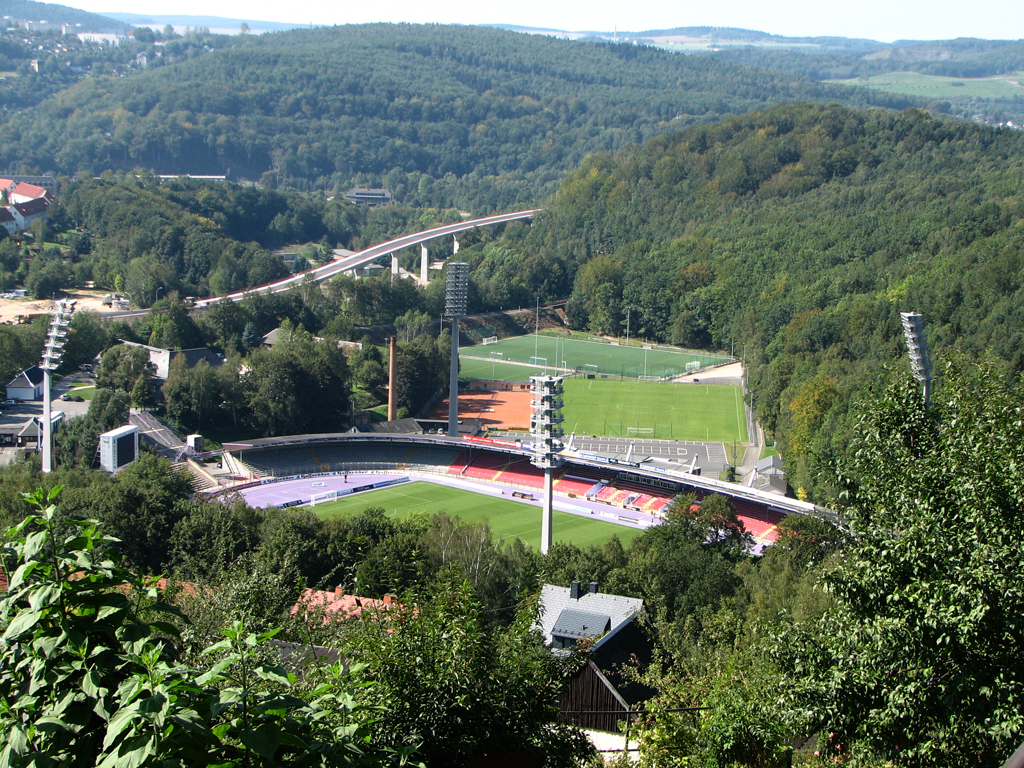
Erzgebirgsstadion (mittlerweile baulich verändert), im Hintergrund Lößnitztalbrücke

Der FC Erzgebirge Aue ist der bekannteste Sportverein der Stadt. Der traditionsreiche Fußballclub wurde 1946 gegründet, war lange Zeit als BSG Wismut Aue aktiv und wurde mehrfach DDR-Meister. Seit 2003/04 – unterbrochen durch drei Jahre 3. Liga 2008 bis 2010 sowie 2016 – spielte die Mannschaft in der 2. Fußball-Bundesliga, 2022 stieg man erneut in die 3. Liga ab. Für den Verein wurde 1950 ein Stadion gebaut, das den Namen Otto Grotewohl trug und seit 1991 Erzgebirgsstadion heißt. Zum Stadiongelände gehören weitere Sportplätze. Neben Fußball gab es im Verein die Sektionen Volleyball, Ringen, Kegeln, Bogenschießen, Gymnastik und Turnen.
Der zweite bekannte Verein aus Aue ist der EHV Aue (Erzgebirgische Handballverein Aue), welcher 1990 aus der Handballabteilung der BSG Wismut Aue hervorging. Seit 2012 spielt der Verein ununterbrochen in der 2. Handball-Bundesliga. Die Heimspiele trägt er in der Erzgebirgshalle im Nachbarort Lößnitz aus.
Für Vereine, Schulen und Privatleute standen die 1959/60 gebaute Sporthalle auf dem Zeller Berg, die benachbarte, 1976 eingeweihte Schwimmhalle und Freibäder zur Verfügung.
Auch nach der Wende werden die vorhandenen Einrichtungen weiter benutzt. Das Freibad Auerhammer wurde zu Beginn der 2020er Jahre renoviert und am 14. Juni 2025 neu eröffnet. Es ist werktags zwischen 12 und 19 Uhr geöffnet, an Wochenenden bereits ab 10 Uhr.
Seit 2006 organisiert die Sparkasse Aue den Firmenlauf Erzgebirge, einen Staffellauf auf einem innerstädtischen Rundkurs mit je vier Teilnehmern aus Auer Betrieben.

### Regelmäßige Veranstaltungen
– geordnet nach dem Datum der Veranstaltung –

#### Philharmonikerball
Die Mitglieder der Erzgebirgischen Philharmonie veranstalten in drei Etagen des Auer Kulturhauses zu Beginn jeden Jahres einen Tanzball. Zusätzlich zur Musik der Philharmoniker treten Bands auf. Begonnen hat diese Veranstaltungsreihe im Jahr 2010.

#### Robert-Schumann-Straßenfest
Auf dem Sportplatz in der Robert-Schumann-Straße findet seit Mai 2006 dieses Fest statt, das den Komponisten Robert Schumann ehrt. Kleine Musikgruppen stellen sich der Öffentlichkeit vor.

#### Stadtwerke-Cup
Im Mai findet seit dem Jahr 2008 ein von den Auer Stadtwerken gesponsertes Junioren-Kleinfeldfußball-Turnier statt, an welchem sich Schülerteams aus allen Auer Schulen beteiligen können.

#### Tiergarten- und Kneipenfest
Eine Touristenattraktion ist das jährliche Tiergartenfest am letzten Sonntag im Mai. Im und um den Zoo der Minis finden Kulturveranstaltungen statt, die Zoomitarbeiter bieten Führungen an. Lediglich in den Jahren 2019 bis 2021 fiel das Fest wegen der Corona-Pandemie aus.
Ab dem Jahr 2000 bis mindestens 2009 organisierte die Stadtverwaltung Aue für die Besucher alljährlich ein Kneipenfest in Gaststätten und mobilen Festzelten, die an verschiedenen Orten im Stadtgebiet aufgebaut wurden. Getränke und regionale Speisen wurden angeboten und Musikveranstaltungen mit Rock, Blues und Schlagermusik wurden veranstaltet. Alle beteiligten Lokale konnten mit demselben Ticket besucht werden. Im Jahr 2009 beteiligten sich zehn Kneipen an dem von mehreren Sponsoren unterstützten Fest.

#### Roséweinfest
Im Juni 2022 organisierte die Stadt in Aue das erste Roséweinfest über zwei Tage: In der Martinspassage (Schneeberger Str.) stellten Winzer ihre entsprechenden Weine vor, es gab Imbissmöglichkeiten und Musikprogramme wurden dargeboten.

#### Stadtfest
Im Jahr 2005 etablierte die Stadtverwaltung das Auer Stadtfest. An der Veranstaltung, die vor allem für Touristen konzipiert ist, sind Kleinbetriebe, Jugendgruppen und Traditionsvereine der Stadt beteiligt. Das Stadtfest findet jährlich am dritten Wochenende im Juli auf dem Anton-Günther-Platz statt. Es wird mit einem Salutschießen eröffnet, der Oberbürgermeister sticht ein Bierfass an, auf dem Festplatz gibt es Kulturveranstaltungen und einige Fahrgeschäfte bieten ihre Dienste. Abends gibt es für die Kleinsten einen Lampionumzug in der Innenstadt und ein Feuerwerk mit Lasershow beendet den ereignisreichen Tag.
Aufgrund der Überschneidung der Termine dieses Festes mit dem Tag der Sachsen in Aue Bad Schlema – Herzlich Willkommen im Schacht!, Zeitraum 1. bis 3. September, fällt im Jahr 2023 das Stadtfest aus. Aktivitäten zum 850-jährigen Stadtjubiläum wie eine Festmeile zur Stadt-Historie und ein Festumzug werden jedoch in die Veranstaltungen zum Tag der Sachsen einbezogen.

#### Parkfeste
Die ersten Parkfeste, die bis auf eine Unterbrechung im Ersten Weltkrieg bis 1939 im Stadtpark stattfanden, wurden 1953 wieder aufgenommen und bis 1962 fortgeführt. Nach der Etablierung neuer Kulturveranstaltungen in der DDR-Zeit wie – die Festspielwochen im Rahmen von Arbeiterfestspielen und das 1970 ins Leben gerufene Fest des Liedes und des Tanzes im und um das Kulturhaus – wurden die Parkfeste in den späten 1980er Jahren eingestellt.

#### Holzbildhauersymposium
Seit 2002 findet in unregelmäßigen Abständen ein vom Rat der Stadt, den Auer Stadtwerken und der Sparkasse Aue finanziertes Bildhauersymposium statt. Diese Kulturveranstaltung begann als Hochwasserhilfe und hat sich seitdem – jedoch unregelmäßig – im Sommer etabliert. Die während der Veranstaltung in der Öffentlichkeit entstehenden Kunstwerke bleiben in Aue und werden an verschiedenen Orten im öffentlichen Raum aufgestellt.

#### Erzgebirgische Leistungsschau
Am 17. September 2016 feierte die Westerzgebirgische Leistungsschau – Aus Liebe zur Region im Stadtgarten am Carolateich ihre Premiere. 40 Handwerkerbetriebe und Gewerbetreibende zeigten ihre Produkte, boten Jobs und Ausbildungsplätze. Die Schau wurde mit einem großen Familienfest begleitet.

#### Oktoberfest
Im Herbst 2014 fand das erste Oktoberfest nach bayerischem Vorbild in Aue statt. Dazu stellten die Veranstalter auf dem Anton-Günther-Platz ein großes beheizbares Bierzelt auf, in dem Bier ausgeschenkt wurde und Musik spielte. Die Resonanz war gut.

#### Weihnachtsmarkt und bergmännische Tradition

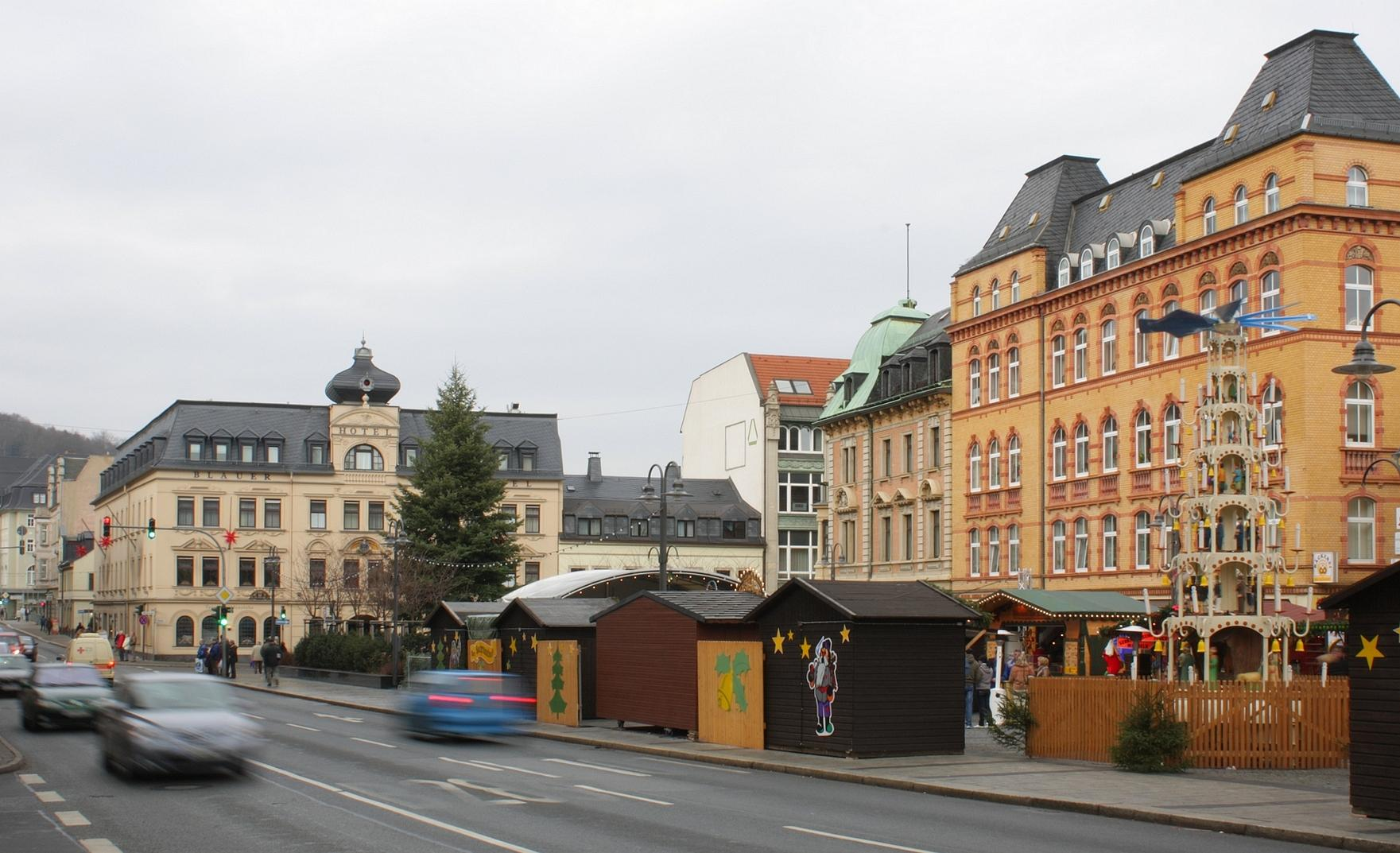
Weihnachtsmarkt auf dem Altmarkt an der Schwarzenberger Straße: Links Hotel Blauer Engel, rechts Pyramide

Bereits in den 1930er Jahren fand auf dem Altmarkt ein Weihnachtsmarkt mit Kinder-Fahrgeschäften, Imbissständen und dem Verkauf von traditionellen Volkskunstartikeln statt. Eine große motorgetriebene Pyramide mit bemalten Holzfiguren (1935 erstmals aufgestellt) bildet den Mittelpunkt. Mit einem öffentlichen Pyramidenanschieben startet der Weihnachtsmarkt alljährlich. Im Jahr 2000 kam als weitere Attraktion am Abend vor dem Anschieben eine Parade der lebenden Pyramidenfiguren hinzu.
Im Jahr 1990 begann die Wiederbelebung von altem bergmännischem Brauchtum mit einer Bergparade und dem Raachermannelmarkt (Räuchermännchenmarkt), der stets am Sonnabend vor dem Ersten Advent beginnt.

### Erzgebirgsensemble

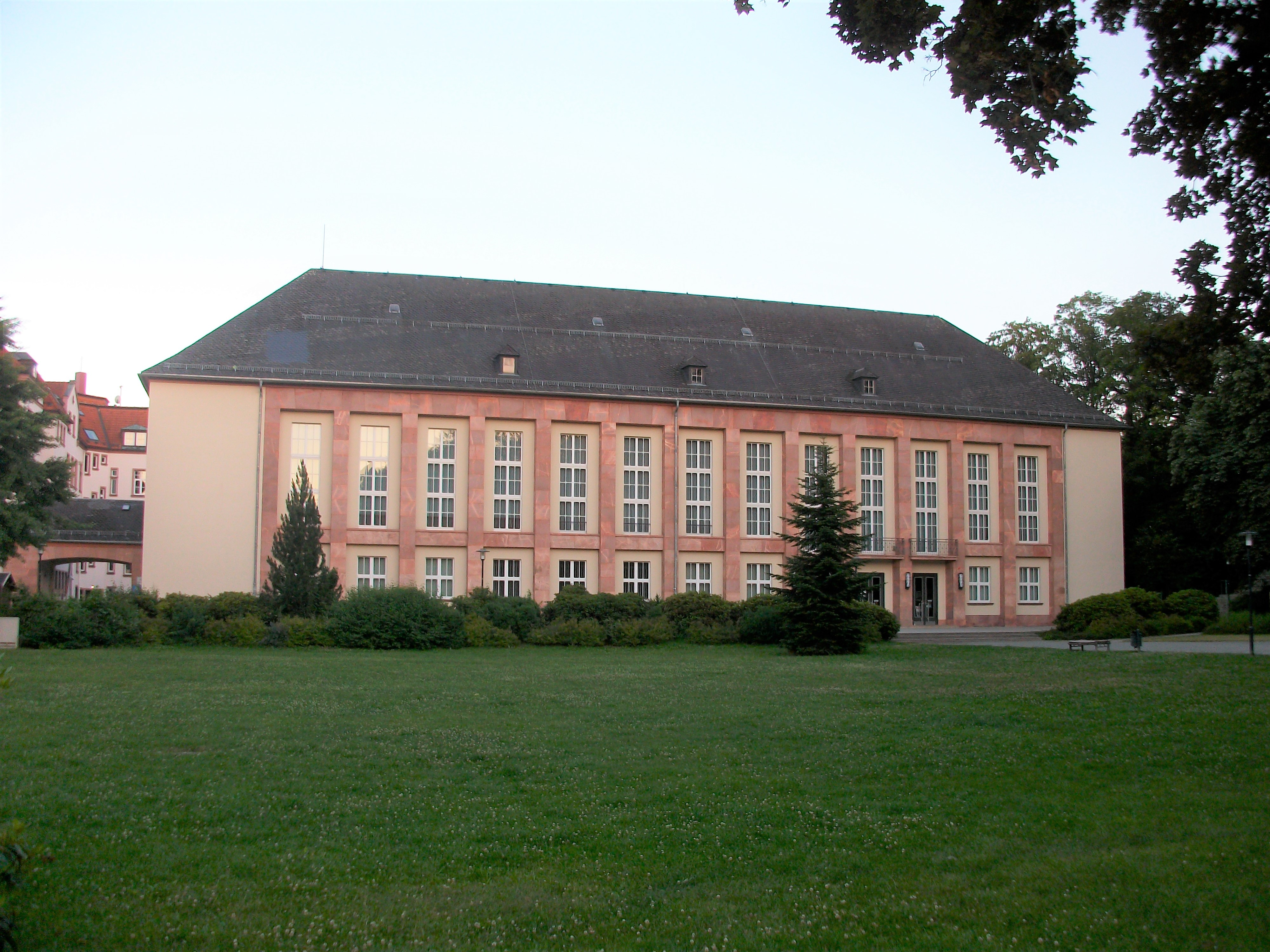
Denkmalgeschütztes Kulturhaus im Stadtgarten

Das Kulturhaus Aue wurde von 1953 bis 1958 als Kreiskulturhaus Ernst Thälmann durch die SDAG Wismut errichtet. Hier etablierte sich 1962 ein Volkskunstensemble, das durch die Pflege und Darbietung erzgebirgischer Lieder und Musik bald weit über Aue hinaus bekannt wurde. Nach der politischen Wende gelang es engagierten Musikern, das Gesangs-, Tanz- und Orchesterensemble unter dem Namen Erzgebirgsensemble Aue GmbH zu erhalten und die Tradition weiterzuführen. Das Kulturhaus besitzt Konzert- und Theatersäle und beherbergt folgende kulturelle Einrichtungen: Galerie Art Aue, Erzgebirgisches Sinfonieorchester, Musikschule des Landkreises, Erzgebirgsensemble Aue, Blema-Chor „Gerhard Hirsch“ e. V. und Wechselausstellungen. Der große Saal bietet Platz für 784 Zuschauer. Es steht unter Denkmalschutz und wurde mit dem Museum Schloss Schwarzenberg im Jahr 2000 zum Kulturzentrum des Landkreises Aue-Schwarzenberg zusammengefasst. Zum Kulturdenkmal gehören ebenfalls ein Thälmann-Denkmal (1972) sowie eine Freilichtbühne (1962). Das Denkmalverzeichnis führt das Kulturhaus als „repräsentativen, bis ins Detail original erhaltenen, die Architektur der ‚Nationalen Tradition‘ mit modernen Formen kombinierenden Gemeinschaftsbau der stadtprägenden Wismut-Ära“.

### Vereine (Auswahl)
Nach der Wende gründeten sich zahlreiche neue Kultur-, Sozial- und Sportvereine, unter anderem der Förderverein Klösterlein Zelle. In Aue sind mehr als 150 Vereine aktiv (Stand: 2008), darunter allein 31 Sportvereine (Stand Frühjahr 2021).

#### Heimat- und Wanderverein
Ein 1876 in Zelle gegründeter Heimat- und Wanderverein zur Pflege erzgebirgischen Kulturgutes, zur Förderung des Heimatgedankens und der Wanderbewegung sowie des Naturschutzes mit einigen örtlichen Zweigvereinen war bis zum Ende des Zweiten Weltkrieges aktiv. Nachdem 1955 ehemalige Erzgebirger in der Bundesrepublik den Erzgebirgsverein neu gegründet hatten, wurde die Vereinstätigkeit 1990 in Zschorlau mit einer ähnlichen Zielsetzung wie 1876 wieder aufgenommen. Mit Unterstützung der Stadtverwaltung legte der Verein 1996 einen Kulturlehrpfad an, der die bergbaulichen Einrichtungen Museum, Vestenburger Stollen und Weißerdenzeche verbindet.

#### Historischer Bergbauverein Aue e.V.
Der Sitz dieses 1995 gegründeten Vereins befindet sich im Parkschlösschen. Er entstand, um die noch erhaltenen Reste des Bergbaus in der Stadt und der Umgebung zu erhalten und für Besucher zu erschließen.
Für Mitglieder, Freunde und Schaulustige organisiert der Verein jährlich eine Bergvesper am Besucherbergwerk Vestenburger Stolln (Zwitterweg) mit einem kleinen Bergaufzug.

#### Verein für Gesundheitspflege und Heilkunst
Die 1886 von dem Verein für naturgemäße Gesundheitspflege und arzneilose Heilkunst für Aue und Umgebung eingerichteten 76 Schrebergärten auf dem Eichert bestehen noch. Einige wurden inzwischen jedoch wegen der Steilhanglage aufgegeben. Die Mitglieder des Vereins haben sich bereits in den 1970er Jahren ein Vereinsheim errichtet.

#### Kaninchenzüchter
Seit dem Jahr 1894 gibt es den Kleingarten- und Rassekaninchenzuchtverein S9 Auer Tal e. V., der sein 120-jähriges Bestehen im Januar 2015 mit einer großen Sonderschau in der Ausstellungshalle (ehem. Disco Sunrise an der Parkstraße 48) auf dem Eichert beging.

#### Modellflugclub
Im Ortsteil Alberoda gründete sich im Jahr 2008 der Modelflugclub Aue-Alberoda e. V. Er nutzt die ehemalige Uranhalde in Alberoda als Übungsplatz und für öffentliche Vorführungen und Mitmachveranstaltungen.

### Sonstiges: Der Stadtname für Schiffe
In der DDR hieß ein Minenräumboot Aue, das von 1955 bis 1968 im Dienst war. In den 1970er Jahren betrieb die Deutsche Seereederei einen Tanker, der Aue hieß. Dieser wurde bald zum Erzfrachter umgebaut und transportierte unter anderem Erze und Öl. Im Jahr 1986 wurde er stillgelegt. Dieses Frachtschiff diente dem Amateur-Modellbauer Axel Dietz aus Aue als Vorbild für ein Schiffsmodell, an dem er rund ein Jahr lang gearbeitet hat. Das Schiffsmodell wurde der Öffentlichkeit im Jahr 2020 in Zwönitz und am 31. Oktober 2021 in der Auer Schwimmhalle präsentiert. Dann war es im alten Kraftwerk in Chemnitz ausgestellt. Im Juli 2022 kam das Modell (Maßstab 1:100) dauerhaft in eine eigens angefertigte Vitrine im öffentlich zugängigen Foyer der Auer Stadtwerke (Aue, Mühlstraße 4). Laut der neuesten Pressemitteilung befindet sich das Schiffsmodell seit 13. November 2024 im Foyer des Rathauses von Aue.
Im Internet findet sich (weiterhin) ein Tanker mit dem Namen Aue, der auf den Gewässern der Elbe einschließlich Nordsee unterwegs ist.

## Bauwerke und andere Sehenswürdigkeiten

### Kirchen

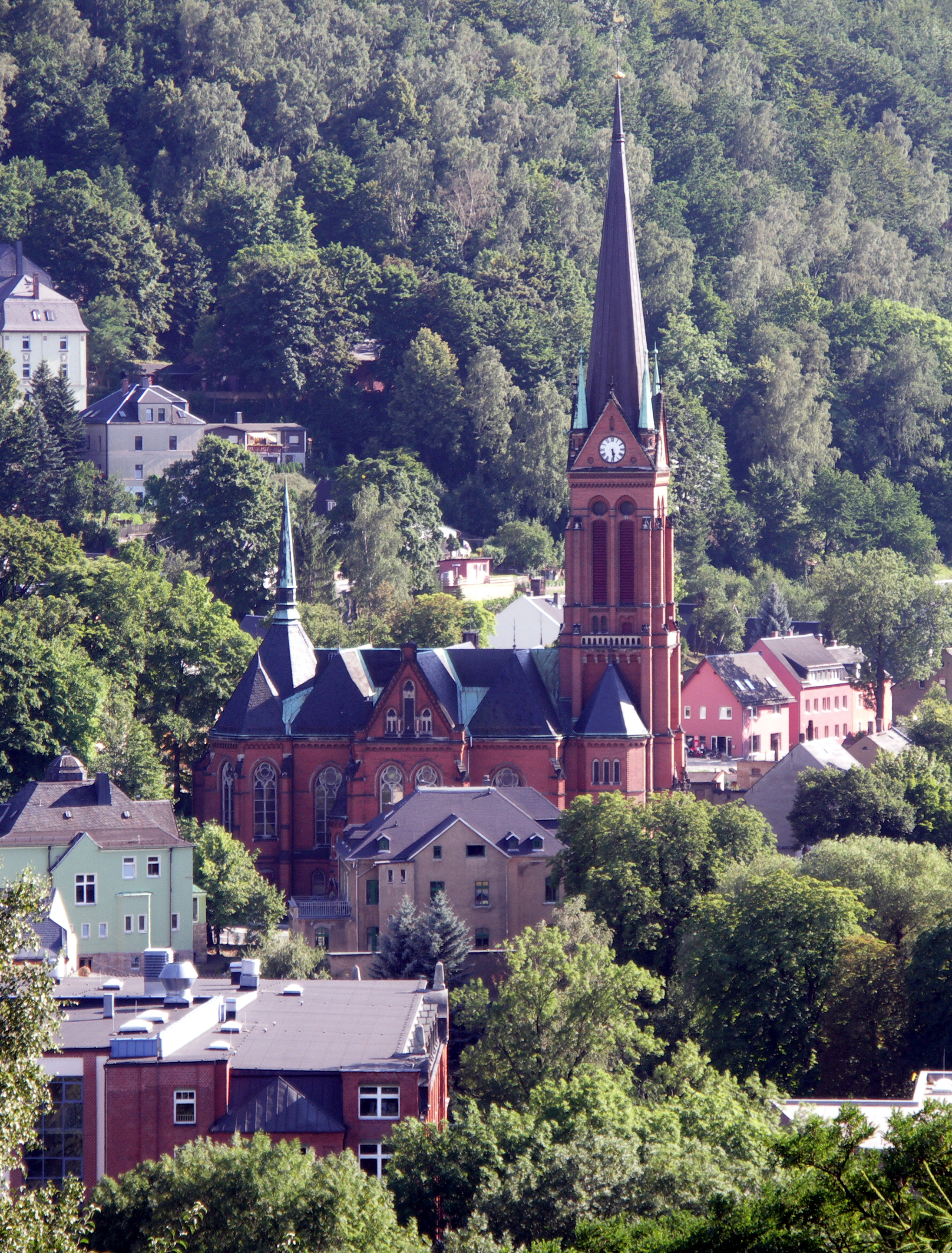
Pfarrkirche St. Nicolai

- Die erste Kirche im heutigen Stadtgebiet wurde vermutlich im Zuge der Gründung der Klosterkirche Zelle im 12. Jahrhundert gebaut. Die im romanischen Stil gehaltene Klosterkirche an der Straße zum Ortsteil Alberoda ersetzte um 1230 einen früheren hölzernen Kirchbau, war nach der Auflösung des Klosters bis 1914 Dorfkirche von Zelle und wird als Begräbniskapelle benutzt.
- Neben der Klosterkirche existierte bereits im 13. Jahrhundert ein eigenes Auer Kirchspiel mit einem Kirchgebäude am früheren Kirchplatz (dem heutigen Neumarkt). Nach der Zerstörung im Dreißigjährigen Krieg wurde die Kirche an gleicher Stelle neu gebaut, 1895 abgerissen und durch die neue Pfarrkirche St. Nicolai an der Schwarzenberger Straße ersetzt. Zur Nikolaikirchgemeinde gehören des Weiteren die 1951 und 1960 geweihten Kapellen auf dem Eichert und in Auerhammer.

- In unmittelbarer Nachbarschaft zur Nicolaikirche befindet sich das 1908 erbaute Gemeinschaftshaus der evangelischen Kirche Ev. Gemeinschaftshaus in der Bockauer Straße.

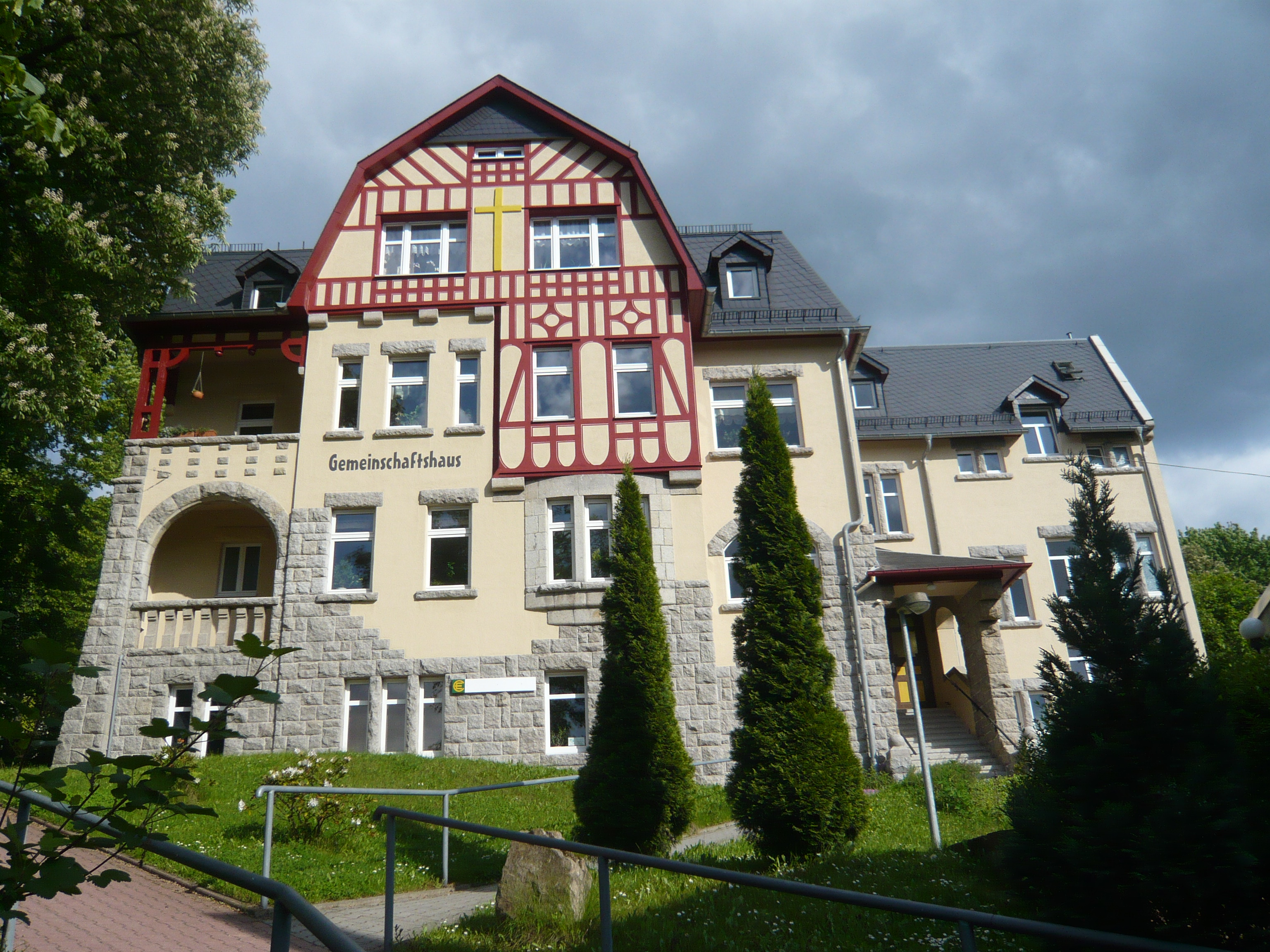
Ev. Gemeinschaftshaus

- Die Zeller Kirchgemeinde ließ am Hang des Zeller Berges von 1912 bis 1914 die Friedenskirche als Pfarrkirche errichten.

- An der Schneeberger Straße steht das von 1913 bis 1915 errichtete Ensemble von Kirche, Pfarrhaus und Kirchplatz der katholischen Gemeinde Mater Dolorosa.

- Die Christuskirche an der Thomas-Mann-Straße wurde 1903 von der Bischöflichen Methodistenkirche geweiht. 1968 vereinigte sich diese mit der Evangelischen Gemeinschaft zur Evangelisch-methodistischen Kirche, zu der das Gotteshaus seitdem gehört.
- Am Fuß des Heidelsberges (in der Jägerstraße) steht der 1908 eingeweihte einfache Bau der Freikirche der Siebenten-Tags-Adventisten.
- In Neudörfel befinden sich in der Ricarda-Huch-Straße die evangelisch-methodistische Andreaskapelle und in der Hubertusstraße die neuapostolische Kirche in sachlichem Baustil. Die neuapostolische Kirche wurde auf dem Gelände des ehemaligen Schlachthofs gebaut und im Jahr 2000 eingeweiht.
- Die kleine Kirche in Alberoda wurde vom Alberodaer Baumeister Oskar Schuster errichtet und am 28. Oktober 1951 geweiht. Die Einwohner des Auer Ortsteils Alberoda sind nach Lößnitz gepfarrt.

### Öffentliche Gebäude

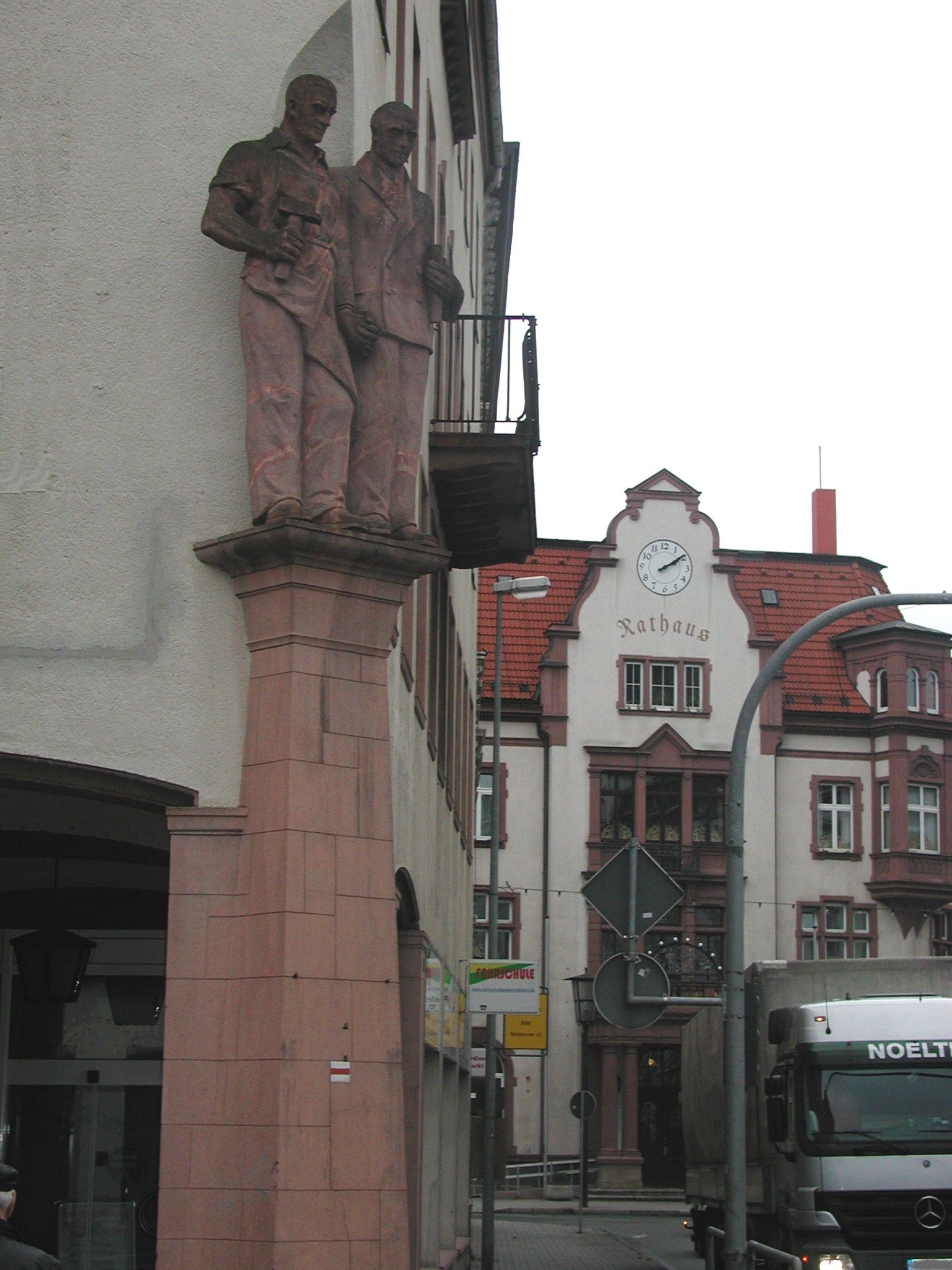
Ehemaliges Sparkassengebäude mit Figurenschmuck, rechts dahinter das neue Rathaus

#### Amtsgebäude
Das 1889/1890 nach Plänen des Stadtbaumeisters Max Püschmann an der Goethestraße errichtete neue Rathaus (anfangs Stadthaus genannt) wurde nach 1990 renoviert und beherbergt heute außer den Arbeitsräumen der Stadtverwaltung die Stadtinformation. Die Umbauarbeiten hatten zur Folge, dass alle Belange der Barrierefreiheit unter Beachtung des Denkmalschutzes Berücksichtigung fanden. Das ist der Grund, warum das Auer Rathaus Anfang Mai 2014 den ersten Sächsischen Inklusionspreis verliehen bekam. An weiteren Verbesserungen auch der Willkommenskultur wird stetig gearbeitet.
Die beiden mit der aufstrebenden Stadt um die Wende des 20. Jahrhunderts gebauten Amtsgebäude des Königlichen Amtsgerichts mit angeschlossenem Gefängnis und das Königliche Finanzamt sind erhalten und dienen nach umfangreicher Rekonstruktion im Zeitraum 2005–2007 als Amtsgericht beziehungsweise Grundbuchamt weiterhin hoheitlichen Aufgaben.
In der Wettinerstraße (zwischen 1950 und 1991 Ernst-Thälmann-Straße) befindet sich ein an den Jugendstil angelehnter Bau aus dem Jahr 1924, der für die Verwaltung der Firma Wellner errichtet worden war. In dem Haus ist eine Abteilung des Landratsamts für den Erzgebirgskreis untergebracht.

#### Post, Feuerwehr und Polizei
Das 1912/1913 auf dem damaligen Ernst-Geßner-Platz (jetzt Postplatz) gebaute Postgebäude wurde rekonstruiert und dient weiterhin als Post- und Fernmeldeamt.
Die Freiwillige Feuerwehr Aue, im Juni 1870 innerhalb eines Turnvereins gegründet, wurde ab 1875 von diesem Verein getrennt und selbstständig. Über alle finanziellen Schwierigkeiten hinweg nahmen die Männer der Feuerwehr Löscheinsätze, Personenrettungen und Aufgaben bei der Bekämpfung von Hochwasser wahr. Als 1990 das Kommando Feuerwehr Aue, eine in der DDR bestehende Berufsfeuerwehr, aufgelöst wurde, lag sämtliche Verantwortung für Brandschutz und Hilfeleistungen wieder bei der Freiwilligen Feuerwehr. Die Stadtverwaltung ließ zwischen 1994 und 1996 ein neues Feuerwehrhaus einschließlich eines Schlauchturmes auf einem Areal am Muldeufer für rund 6 Millionen DM errichten. Auch neuere Fahrzeuge konnten angeschafft werden.
Das in der Lessingstraße in den 1930er Jahren als NSDAP-Parteizentrale errichtete Gebäude diente ab 1945 der Sowjetischen Stadtkommandantur. Seit 1991 befindet sich dort das Auer Polizeirevier mit den Dienstbereichen Aue, Eibenstock, Lauter, Lößnitz und Schneeberg und zuständig für die Gemeinden Bernsbach, Bockau, Bad Schlema, Schönheide, Sosa, Stützengrün und Zschorlau. Es betreut damit insgesamt etwa 92.000 Einwohner.

#### Sparkassen und Banken
Die Verwaltung der Sparvermögen der Einwohner, die Finanzierung von Investitionen und der Bautätigkeit werden von zahlreichen Bank- und Kreditinstituten wahrgenommen. In den Anfangsjahren der Industrialisierung waren dazu bereits die Stadtsparkasse (1881), Filialen des Chemnitzer Bankvereins (1897), der Leipziger Bank (1899–1901), der Reichsbank (1901), der Allgemeinen Deutschen Credit-Anstalt, der Deutschen Bank und die Vereinsbank Aue gegründet worden. Zwischen Herbst 1945 bis zur friedlichen Revolution bestanden nur die Sparkasse, die Deutsche Notenbank (Staatsbank der DDR) und eine Gewerbebank in der Stadt. Danach siedelten sich wieder Bankinstitute in Aue an, die historische Gebäude renovierten und nutzen oder Neubauten errichteten. In Aue sind nun Filialen der Erzgebirgssparkasse und weiterer großer und kleiner deutscher Kreditinstitute vorhanden.

#### Museum

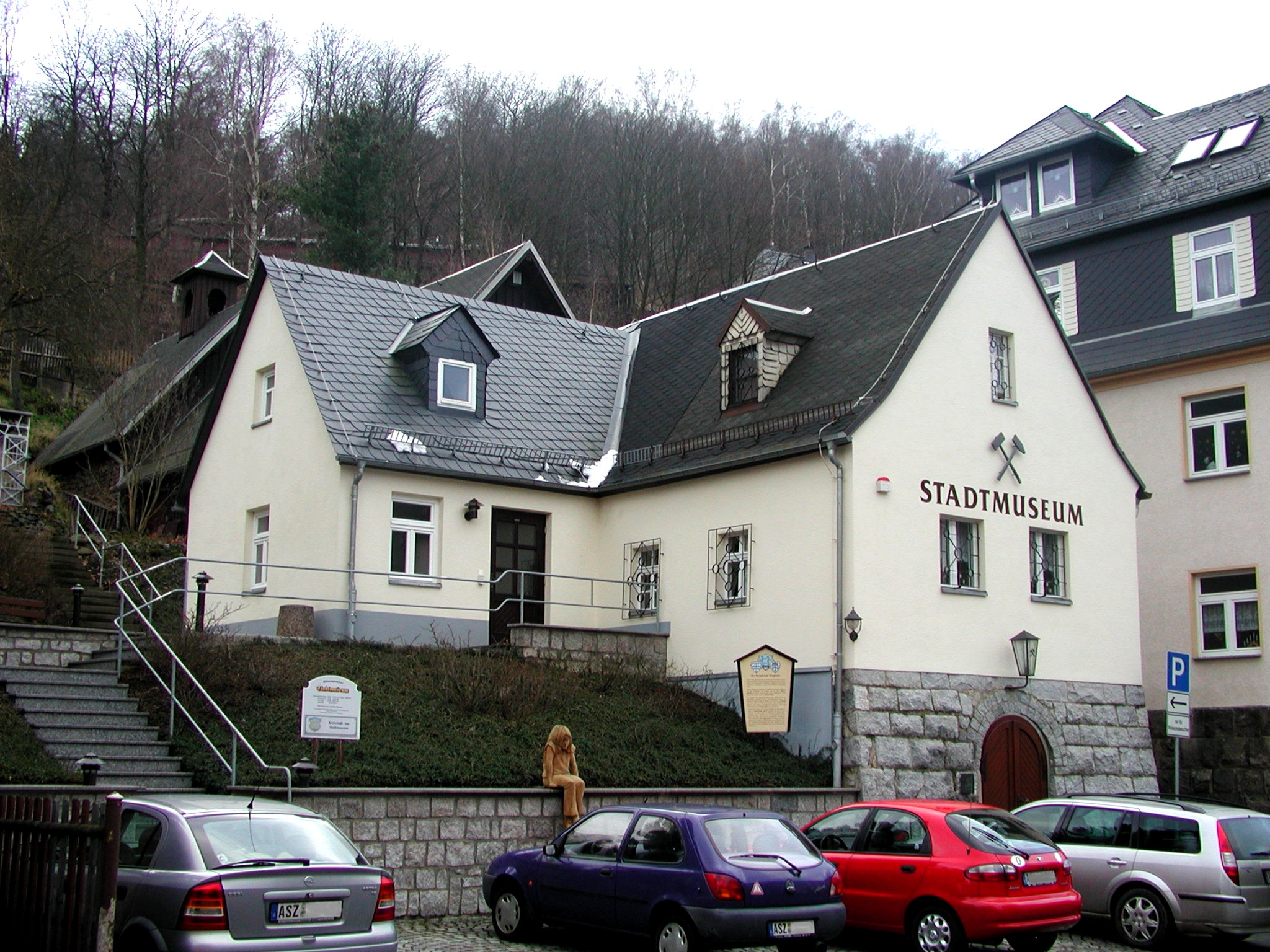
Stadtmuseum

In einem historischen Huthaus aus dem 17. Jahrhundert an der Bergfreiheit richteten Heimatinteressierte Anfang des 20. Jahrhunderts mit ersten Schaustücken eine Heimatstube ein, die sich über eine Traditionsstätte Erzbergbau beziehungsweise dem Museum für Bergbautechnik und Bergbaugeschichte zum Stadtmuseum wandelte. In einer Dauerausstellung werden Details der Stadtgeschichte und die Entwicklung des Bergbaus im Auer Gebiet gezeigt. Außerdem veranstaltet das Museum Einzelausstellungen zu aktuellen Themen. So gab es im Herbst 2008 eine Ausstellung zur Geschichte der Eisenbahn im Westerzgebirge, anschließend 2008 eine über die Geschichte der Glocken.

#### Schulen, Bibliotheken, Kulturhaus

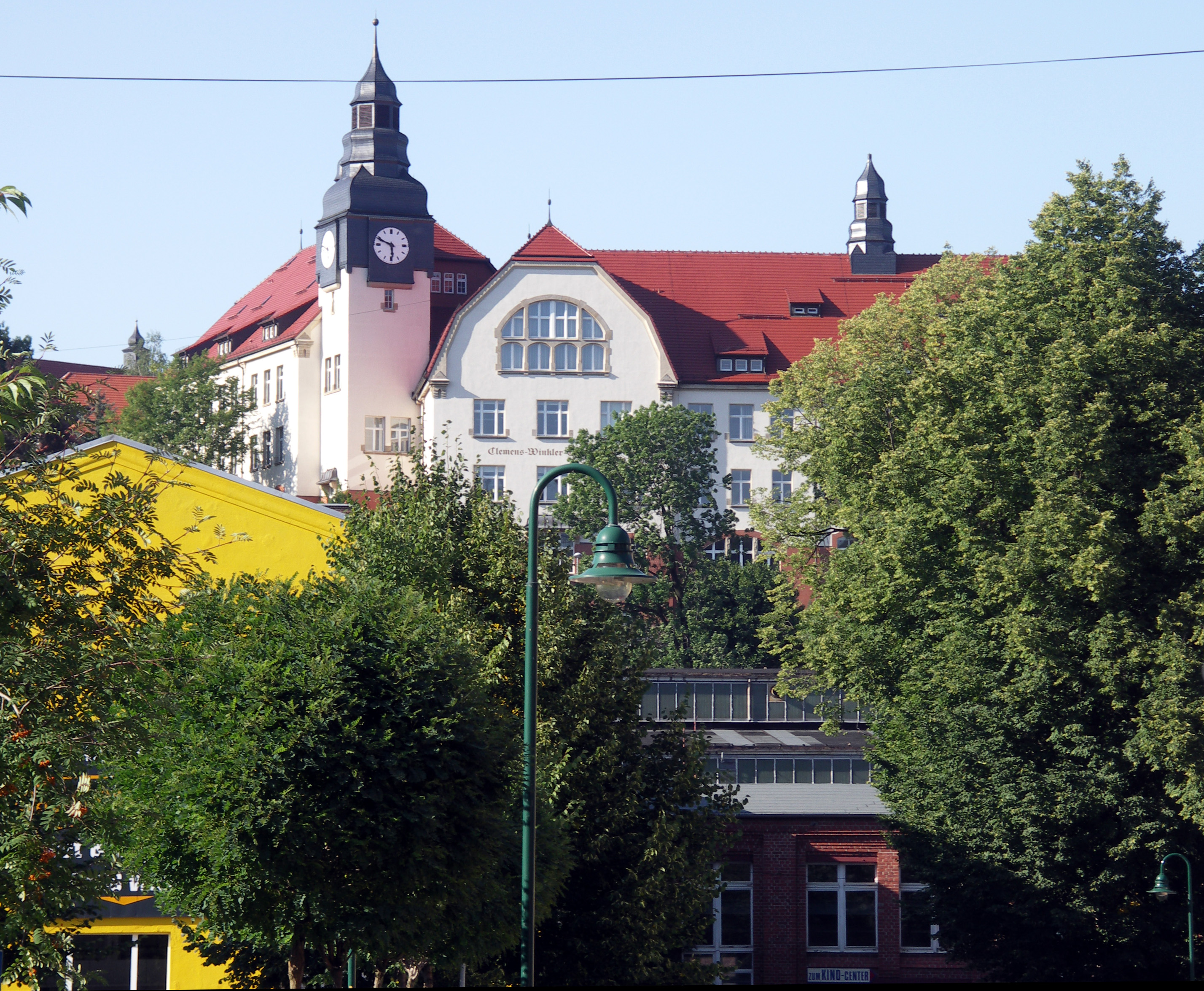
Clemens-Winkler-Gymnasium

Die historisch entstandenen Schulen im Stadtzentrum und in den äußeren Ortsteilen wurden den jeweiligen Erfordernissen in der Organisation und in der Ausstattung angepasst. Im Jahr 2008 bestanden im Auer Stadtgebiet sieben Grund-, Mittelschulen und Gymnasien, drei Förderschulen, jeweils eine Berufs-, Fach-, Musik- und Volkshochschule und mehrere Aus- und Weiterbildungsinstitute. Erwähnenswert ist die Albrecht-Dürer-Schule am Postplatz, die 1896 eröffnet wurde. Sie feierte am 24. September 2016 ihr 120-jähriges Bestehen mit der Herausgabe eines Kalenders für 2017. Das Clemens-Winkler-Gymnasium, 1911 im Ortsteil Zelle eingeweiht, ist die Auer Bildungseinrichtung mit der größten Schülerzahl. Das Schulgebäude steht unter Denkmalschutz.
Die Bibliothek der Stadt, 1879 gegründet, befindet sich nach mehreren Umzügen und Bestandserweiterungen am Schillerplatz und verfügt über einen Gesamtbestand von 33.000 Einheiten.
Das Kulturhaus Aue, in den 1950er Jahren im Auftrag der Wismut AG errichtet, zählt inzwischen zu den städtischen Baudenkmalen. In dieser Kulturstätte sind zahlreiche weit über Aue hinaus bekannte Einrichtungen wie das Erzgebirgsensemble Aue beheimatet.

### Denkmale, Skulpturen und mehr

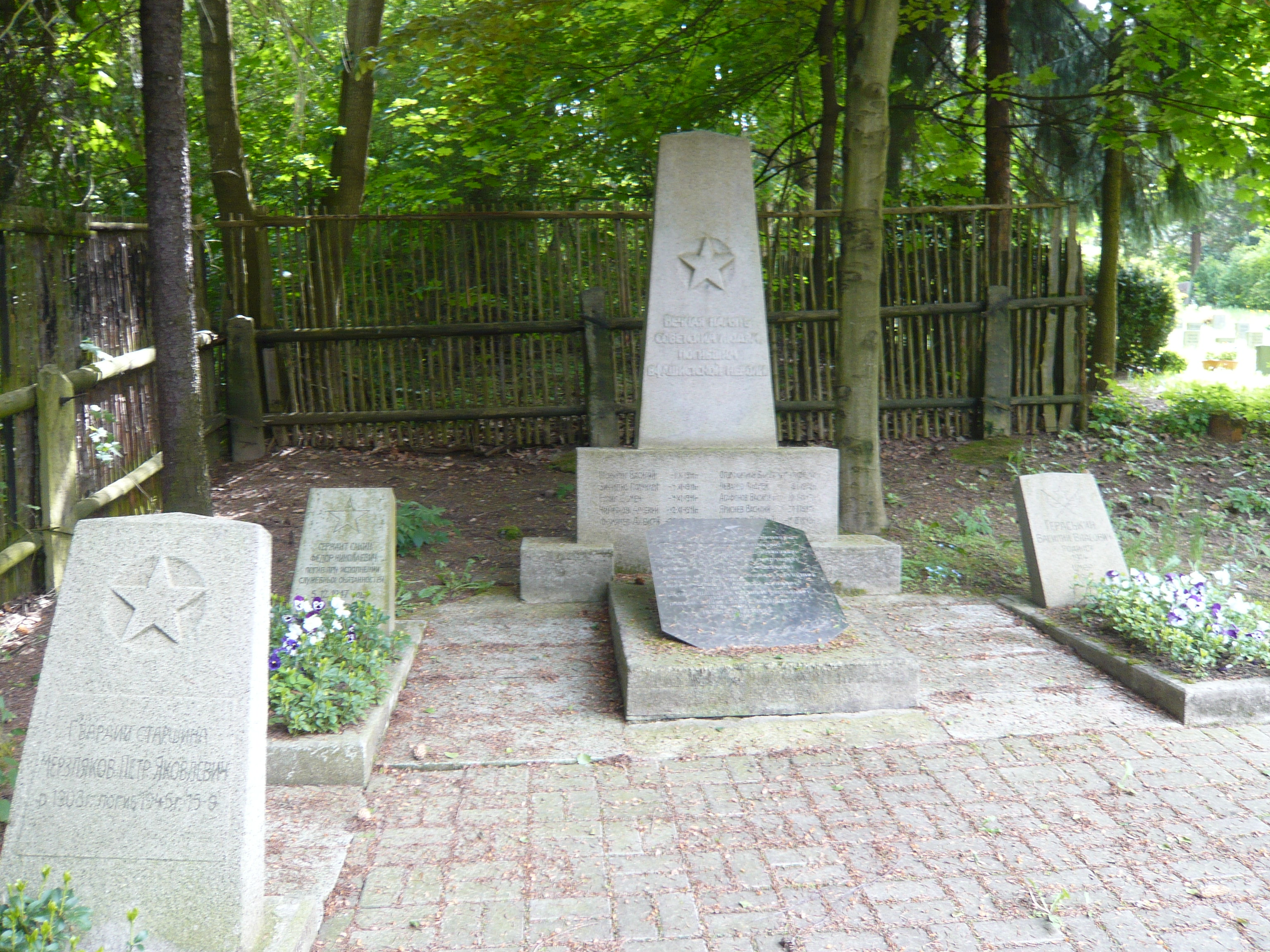
Ehrenmal für sowjetische Kriegsgefangene

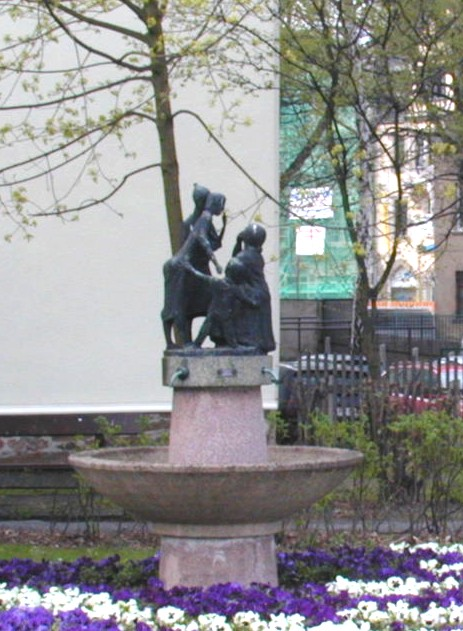
Brunnen Klatschweiber

Im gesamten Stadtgebiet sind zahlreiche Denkmale, Gedenkstätten, Erinnerungstafeln, Brunnen, Skulpturen und andere Kunstwerke vorhanden, darunter im Mai 2009 mindestens 12 größere Denkmale (für Einzelpersonen, Personengruppen oder Ereignisse), 22 Gedenktafeln, drei Brunnen und unzählige Skulpturen im öffentlichen Raum.
Die mit Gedenksteinen Geehrten sind Personen, die unmittelbar mit Aue verbunden sind wie Karl August Müller (den Gründer des Kleingartenvereins) oder Siegfried Sieber (Heimatforscher). Des Weiteren stehen Denkmale für berühmte Namensgeber von Schulen, Brücken und anderen Gebäuden und vor allem mehrere Ehrenanlagen für die Toten der verschiedenen Kriege.
Am 3. Oktober 2011 wurde in der Stadt ein Denkmal für die Deutsche Einheit in der Nachbarschaft des Klatschweiberbrunnens eingeweiht.
Von der kursächsischen Postmeilensäule ist nur ein Reststück in Privatbesitz erhalten.
Nennenswert sind die seit dem Jahr 2010 im Auftrag der Auer Stadtwerke mit Graffiti geschmückten Verteilerkästen, Trafostationen und Gasregelanlagen. Die Aktion wurde im Jahr 2018 fortgesetzt.
Siehe auch: Liste der Stolpersteine in Aue

## Persönlichkeiten
Einige der in Aue geborenen Personen haben nationale Bekanntheit erlangt. Dazu gehören die Ehrenbürger Gustav Hiltmann (1850–1931), Mitbesitzer der Firma Hiltmann & Lorenz (HILO), Stadtrat und Stadtverordneter, Siegfried Sieber (1885–1977), Pädagoge, Schriftsteller und Heimatforscher sowie die Fabrikanten Alexander Bauer, Webereibesitzer, und Peter Koch, Geschäftsführer der Nickelhütte Aue GmbH.
Weitere Personen, die die Geschichte der Stadt mitprägten, sind Ernst August Papst (1843–1921), Fabrikbesitzer, der 1862 den Allgemeinen Turnverein und 1870 die Freiwillige Feuerwehr in Aue gründete; er hat ein Ehrengrab auf dem St. Nicolai-Kirchhof und eine Straße trug seinen Namen; die Künstler Emil Teubner (1877–1958), Holzschnitzer und Bildhauer sowie Kurt Teubner (1903–1990), Maler und Grafiker. Für die Industrieentwicklung wichtige Personen waren Veit Hans Schnorr und Veit Hans Schnorr von Carolsfeld, Besitzer des Auer Hammers. Die Erfindung des Argentans durch Ernst August Geitner verhalf Aue zu einer zentralen Rolle in Europa bei der Herstellung von metallenem Tafelgeschirr.